# Макдональд, Джон Александр
Джон Алекса́ндр Макдо́нальд (англ. John Alexander Macdonald; 11 января 1815, Глазго, Шотландия — 6 июня 1891, Оттава) — канадский юрист и политик, премьер Объединённой провинции Канада, а в дальнейшем один из отцов Канадской конфедерации и первый премьер-министр суверенной Канады.
Вырос в Верхней Канаде в небогатой семье шотландских эмигрантов, получил адвокатскую лицензию в возрасте 20 лет. Вначале вёл уголовные дела, но в дальнейшем стал заниматься корпоративным правом. В 1843 году был избран олдерменом Кингстона, в 1844 году — депутатом Законодательного собрания Канады от консерваторов. Некоторое время входил в состав правительственного кабинета Дрейпера, после чего на два срока попал в оппозицию. За это время выдвинулся в число лидеров консервативной партии и после её возвращения к власти стал генеральным прокурором, а в ноябре 1857 года — премьером. До 1862 года с коротким перерывом возглавлял правительство вдвоём с лидером Синей партии Нижней Канады Жоржем-Этьенном Картье, проводя политику постепенных реформ и освоения новых территорий. Сыграл важную роль в утверждении Оттавы в качестве столицы Канады. С 1864 года — один из лидеров «Великой коалиции» и основной вдохновитель Канадской конфедерации.
После формирования Доминиона Канада в 1867 году — его первый премьер-министр, вёл политику территориального расширения, в рамках которого правительству пришлось урегулировать конфликт с метисами Северо-Западной территории. Подал в отставку в 1873 году на фоне Тихоокеанского скандала, связанного с финансированием предвыборной кампании консерваторов частными интересантами. Вернулся к власти в 1878 году под протекционистскими лозунгами и оставался главой правительства до самой смерти в 1891 году. Реализовал планы постройки трансконтинентальной железной дороги, отстаивал прерогативы федерального центра в борьбе с провинциями. Правительство Макдональда подавило восстание метисов и индейцев в 1885 году, вело политику переселения канадских индейцев в резервации и культурной ассимиляции, но защищало культурные права франкоязычного меньшинства, а индейцам впервые предоставило избирательные права.
Макдональд — рыцарь Большого креста ордена Бани и первый представитель политического руководства бывших колоний в Тайном совете королевы. В память о нём воздвигнуты памятники в разных провинциях Канады, назван ряд объектов городской инфраструктуры, выпускались купюры и почтовые марки. Со временем этническая политика, проводившаяся его правительством, стала темой общественной дискуссии.

## Происхождение и детство

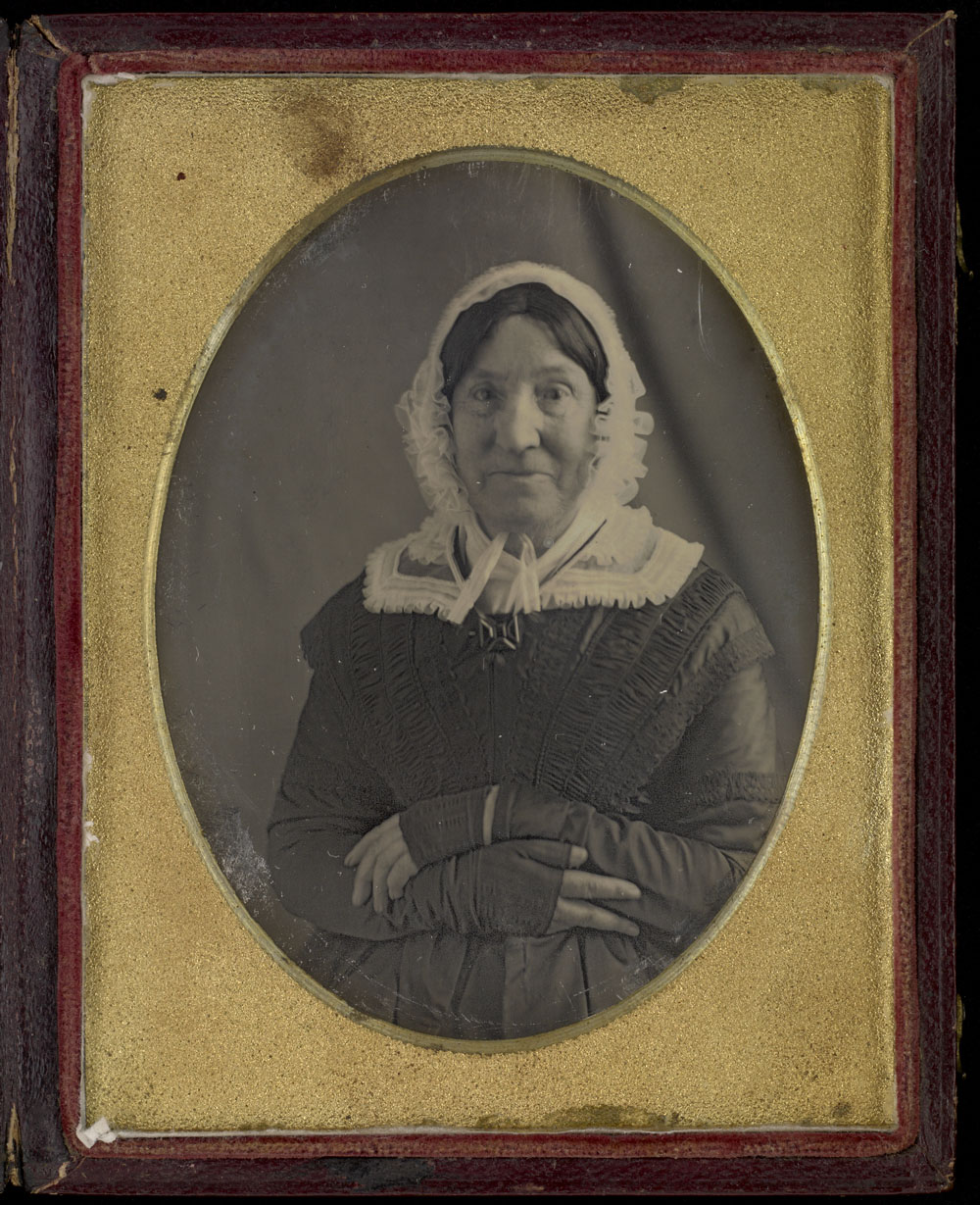
Хелен Макдональд (ок. 1850)

Джон Александр Макдональд родился в январе 1815 года в Глазго в семье уроженца Дорноха Хью Макдональда и Хелен Шо. Оба его родителя были выходцами из кланов шотландских горцев. Дед Джона, носивший то же имя, покинул родные земли в результате огораживаний, а Хью Макдональд перебрался в Глазго с началом экономического бума в этом городе. Когда Хью женился, ему было 28 лет, а его супруге 34.
Запись в приходской книге указывает в качестве даты рождения Джона 10 января, в то время как в дневнике его отца запись о его рождении датирована 11 января — в эту дату семья в дальнейшем и отмечала его день рождения. Точное место рождения мальчика тоже невозможно определить, так как именно в это время семья переезжала из одного дома на южном берегу Клайда в другой. Всего в семье с разрывом в 1—2 года на свет появились пять детей: Джону предшествовали брат Уильям и сестра Маргарет (Молл), а позже родились брат Джеймс и сестра Луиза (Лу). Изначально Джону, вероятно, прочили карьеру священника, и в детстве он, изображая перед товарищами по играм пресвитерианского проповедника, упал со стола и на всю жизнь заработал шрам на подбородке.
Когда Джону было пять лет, его отец, чьи коммерческие инициативы в Глазго потерпели неудачу, поддался на уговоры процветавших в североамериканских колониях родичей Хелен — семейства Макферсон — и перевёз семью за океан. Хью, Хелен и четверо детей (Уильям умер ещё в Глазго) добрались морем до Квебека, а оттуда направились в Кингстон — крупнейший город Верхней Канады, где на первых порах поселились у полковника Дональда Макферсона. Хью Макдональд возобновил деловую активность в Кингстоне, а позднее перенёс её в сельские районы в его окрестностях.
В 1827 году младший брат Джона, Джеймс, был убит пьяным слугой, и Джон остался единственным наследником мужского пола в семье. Родители, в особенности мать, баловали мальчика и позаботились о том, чтобы он получил хорошее для своего времени и социального положения образование. Джон начал учиться в небольших общих школах в Кингстоне, а затем в Адолфустауне. Позже он посещал Мидлендскую окружную среднюю классическую школу (в 1827—1828 годах), а затем частную школу в Кингстоне, где учился латыни, греческому, арифметике, географии, английскому языку и литературе, а также риторике. Одним из его соучеников в этой школе был Оливер Моуат — будущий премьер-министр канадской провинции Онтарио. По словам Ричарда Гвина, Джон благодаря живому уму и весёлому, общительному нраву легко сходился с соучениками. Другой биограф Макдональда, Гед Мартин, напротив, пишет, что сын небогатых эмигрантов не особо ладил с другими учениками — выходцами из семей кингстонской элиты — и позже сказал об этих годах: «У меня не было детства». Значительную часть знаний Макдональд получил благодаря самообразованию, запоем читая книги на любые темы.

## Начало адвокатской и деловой деятельности. Первый брак
Когда Джону Макдональду было 15 лет, он по совету отца занялся юриспруденцией. Достоинством юридической карьеры было то, что она на тот момент не требовала ни первоначального вложения капитала, ни университетского образования. Сдав в Йорке (ныне Торонто) экзамен по латыни и математике, Джон устроился на работу стажёром в одну из самых престижных адвокатских контор в Кингстоне, принадлежавшую Джорджу Маккензи. Маккензи хорошо относился к молодому стажёру, который жил у него дома и пользовался его личной библиотекой. Уже в 17 лет Макдональд получил под своё начало филиал конторы Маккензи в Напани, где одновременно подрабатывал как приказчик в лавке, владелец которой сдавал ему комнату. Затем, с 1833 по 1835 год, он замещал своего родственника Лоутера Макферсона в адвокатской конторе в Халлоуэлле (ныне Пиктон), уже в этот период, несмотря на отсутствие лицензии, защищая клиентов в суде.

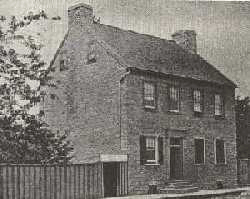
Дом на Ридо-стрит, где жил и работал Макдональд

В августе 1835 года, через год после скоропостижной смерти Маккензи от холеры, Джон открыл на Куорри-стрит в Кингстоне собственное дело, а в феврале 1836 года, за несколько месяцев до того, как ему исполнился 21 год, получил адвокатскую лицензию в Верхней Канаде. Многие клиенты покойного Маккензи перешли к его ученику. Вскоре он уже сам взял в свою контору двух стажёров. Первым стал его бывший однокашник Оливер Моуат, связи отца которого в высшем свете Кингстона добавляли респектабельности практике Макдональда) . Второй стажёр, Александр Кэмпбелл, впоследствии стал лейтенант-губернатором Онтарио. В 1836 году эта контора перебралась из съёмного помещения на Куорри-стрит в отдельный большой дом на Ридо-стрит, куда переехала также семья Макдональда, а ещё через три года — на престижную Куин-стрит.
Макдональд почти сразу же начал браться за сложные дела, в 1837 году став защитником Уильяма Брасса, обвинённого в изнасиловании, а в ноябре 1838 года защищая революционного повстанца Миколая Шульца, пытавшегося возобновить Восстание Патриотов. Биографы отмечают, что незадолго до этого Макдональд, как член лоялистского ополчения, сам принимал участие в марше на Торонто с целью подавления антиколониальных выступлений. В первом деле противником молодого адвоката был будущий премьер провинции Канада Уильям Дрейпер. Оба этих громких дела Макдональд проиграл, но и они, и другие его процессы, привлекавшие внимание публики, работали на его репутацию как юриста. В отличие от Шульца и его соратников, на другом процессе Макдональду благодаря умелому использованию процедуры удалось даже добиться оправдания нескольких британских подданных, обвиняемых в измене.
В 1839 году Макдональд был принят на работу в качестве солиситора в Коммерческий банк округа Мидленд, где также занял директорский пост. В начале 1840-х годов его клиентом стала и другая влиятельная кингстонская финансовая организация — Доверительно-ипотечная компания Верхней Канады. В основном совершив переход от уголовного права к корпоративному, он в 31 год стал королевским адвокатом. В эти же годы Макдональд, продолжая вести адвокатскую практику, занимал руководящие посты во многих кингстонских компаниях, а также занялся земельным бизнесом, приобретая участки в разных районах провинции.
В 1841 году умер Хью Макдональд, и Джон остался единственным кормильцем матери и незамужних сестёр. Нервное напряжение подрывало его силы, и в конце концов врач посоветовал ему взять продолжительный отпуск, начав его с морского путешествия. Макдональд воспользовался этим советом, чтобы посетить Англию. Там он завёл некоторые полезные деловые связи. Во время визита к родственникам на остров Мэн Джон познакомился со своей дальней родственницей Изабеллой Кларк. Между ними завязались романтические отношения, и Джон уговорил Изабеллу в свою очередь посетить Кингстон. Она приехала в Верхнюю Канаду в 1843 году, и вскоре после этого, 1 сентября 1843 года, они поженились.
Через два года брака у Изабеллы развилась хроническая болезнь. Макдональд по совету врача повёз её на юг — в Саванну (штат Джорджия). Хотя вылечиться Изабелле не удалось, во время пребывания в США она забеременела и в августе 1847 года после тяжёлых схваток родила сына, которого тоже назвали Джоном Александром. По возвращении в Канаду состояние Изабеллы снова ухудшилось, а в конце августа 1848 года первенец Макдональдов неожиданно умер. Ко всеобщему удивлению, Изабелле удалось забеременеть вторично, и в марте 1850 года у Макдональдов родился второй сын, получивший имя Хью Джон.

## Начало политической карьеры
Амбициозный и деятельный характер Макдональда заставил его уже в юности заняться общественной деятельностью. В 19 лет он стал секретарём Совета по образованию округа Принс-Эдвард и Общества молодёжи Хеллоуэлла. Через два года он уже занимал пост секретаря Кельтского общества в Кингстоне, в 1837 году — председателя Общества молодёжи Кингстона, а в 1839 году — вице-президента местного Общества св. Андрея, играя также заметную роль в кингстонской пресвитерианской общине. Однако интерес к настоящей политике Макдональд начал проявлять только после возвращения из первой поездки в Англию. По совету друзей он вступил в Оранжевый орден — влиятельную протестантскую организацию, а затем стал членом масонской ложи и общества «Оддфеллоуз». В 1841 году он руководил в Кингстоне избирательной кампанией кандидата-тори Джона Форсайта, но тот в упорной борьбе проиграл сопернику, рассматривавшемуся как ставленник генерал-губернатора.

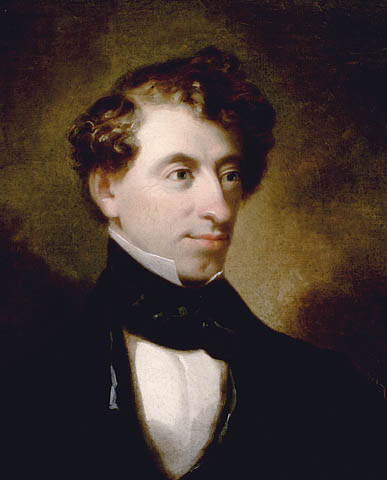
Джон А. Макдональд, 1842 или 1843 год

В 1843 году Макдональд был избран олдерменом городского совета Кингстона. К этому времени в британских колониях в Северной Америке начался процесс формирования местного самоуправления, частью которого стало учреждение в 1841 году парламента провинции Канады, созданной слиянием Верхней и Нижней Канады. В 1844 году Макдональд, активный деятель консервативного лагеря в местной политике, был избран от Кингстона в нижнюю палату парламента — законодательную ассамблею. На парламентские выборы он шёл под лозунгами крепления связей с британской метрополией, развития провинции Канады и Кингстона и его окрестностей и одержал убедительную победу в своём округе; его победа стала частью общего триумфа консерваторов на этих выборах.
Четверть века спустя Макдональд рассказывал, что пошёл на выборы только чтобы «заткнуть дыру», так как кроме него никто не хотел баллотироваться. В разговоре с Джоном Томпсоном, министром юстиции в одном из его правительств, он однажды также упомянул, что собирался заняться политикой лишь на один парламентский срок. Гвин предполагает, что в то время его могли интересовать лишь полезные для бизнеса знакомства в политических кругах. Тем не менее к 1846 году молодой депутат погрузился в политику настолько, что ему пришлось пересмотреть контракт с Кэмпбеллом, увеличив его долю в доходах их адвокатской конторы. В обмен партнёр освобождал Макдональда от ведения большей части текущих дел, чтобы тот мог сосредоточиться на парламентской работе. Деловое партнёрство с Кэмпбеллом продолжалось до сентября 1849 года; за это время его условия ещё раз изменились в пользу младшего партнёра. В конечном итоге тот, недовольный недостаточным вниманием, которое Макдональд уделял адвокатской работе, продал ему свою долю за 1250 фунтов и вышел из дела, сохранив, однако, дружеские отношения с бывшим партнёром.
В течение первой парламентской сессии в своей политической карьере Макдональд не произнёс ни одной речи и не подал ни одного парламентского запроса. При этом он был активен в кулуарах, заводя друзей благодаря чувству юмора и отсутствию склонности к морализаторству. В следующую сессию молодой депутат присоединился к числу выступающих, делая это с весьма консервативных позиций. Он, в частности, выступил против законопроекта об отмене майората, заявив, что Канада не должна следовать примеру США, отменивших у себя этот принцип, и что подобная отмена «противоречит законам политической экономии». Он также защищал идеи королевской прерогативы и государственной поддержки духовного образования и выступал против расширения рамок активного избирательного права и введения ответственного правительства. По словам молодого политика, эти меры вели к ослаблению британского влияния. Другие темы, которые он затрагивал в официальных прениях, носили местный характер — так, при его поддержке в 1846 году Кингстон получил статус большого города (англ. city; до этого официально считался малым городом, англ. town). Макдональд также представил законопроект об учреждении в Кингстоне католического колледжа. Тем не менее его выступления ещё оставались редкостью, и он проводил много времени в парламентской библиотеке и в общении с другими депутатами в неформальной обстановке.
Личный консерватизм Макдональда уже в это время сочетался с прагматизмом и готовностью достигать практических целей практическими средствами. Так, в 1844 году он заявил, что не готов «тратить время законодательного собрания и народные деньги на бесплодные обсуждения абстрактных и теоретических вопросов управления страной». Эта черта в сочетании с энергией и амбициозностью привлекла к нему внимание консервативного руководства в парламенте. В июне 1846 года Джон Александр рассматривался как кандидат на пост главы управления по распределению земельных наделов, но по политическим соображениям это назначение не состоялось. Однако вскоре после этого премьер Уильям Дрейпер включил Макдональда в правительстве в качестве генерального казначея (англ. Receiver General), а затем назначил комиссаром коронных земель. На этих должностях тот проявил себя умелым администратором, способным к реформаторской деятельности, хотя его основная политическая инициатива в этот период — законопроект о перераспределении фондов на высшее образование в 1847 году — не была связана с работой в правительстве. Этот билль представлял собой компромисс между курсом тори на поддержку англиканского Королевского колледжа в Торонто и планами реформистов по созданию единого светского провинциального университета. План Макдональда предполагал распределение фондов на высшее образование между несколькими религиозными вузами (с выделением большей доли на нужды Королевского колледжа), но не прошёл в парламенте.

## В оппозиции

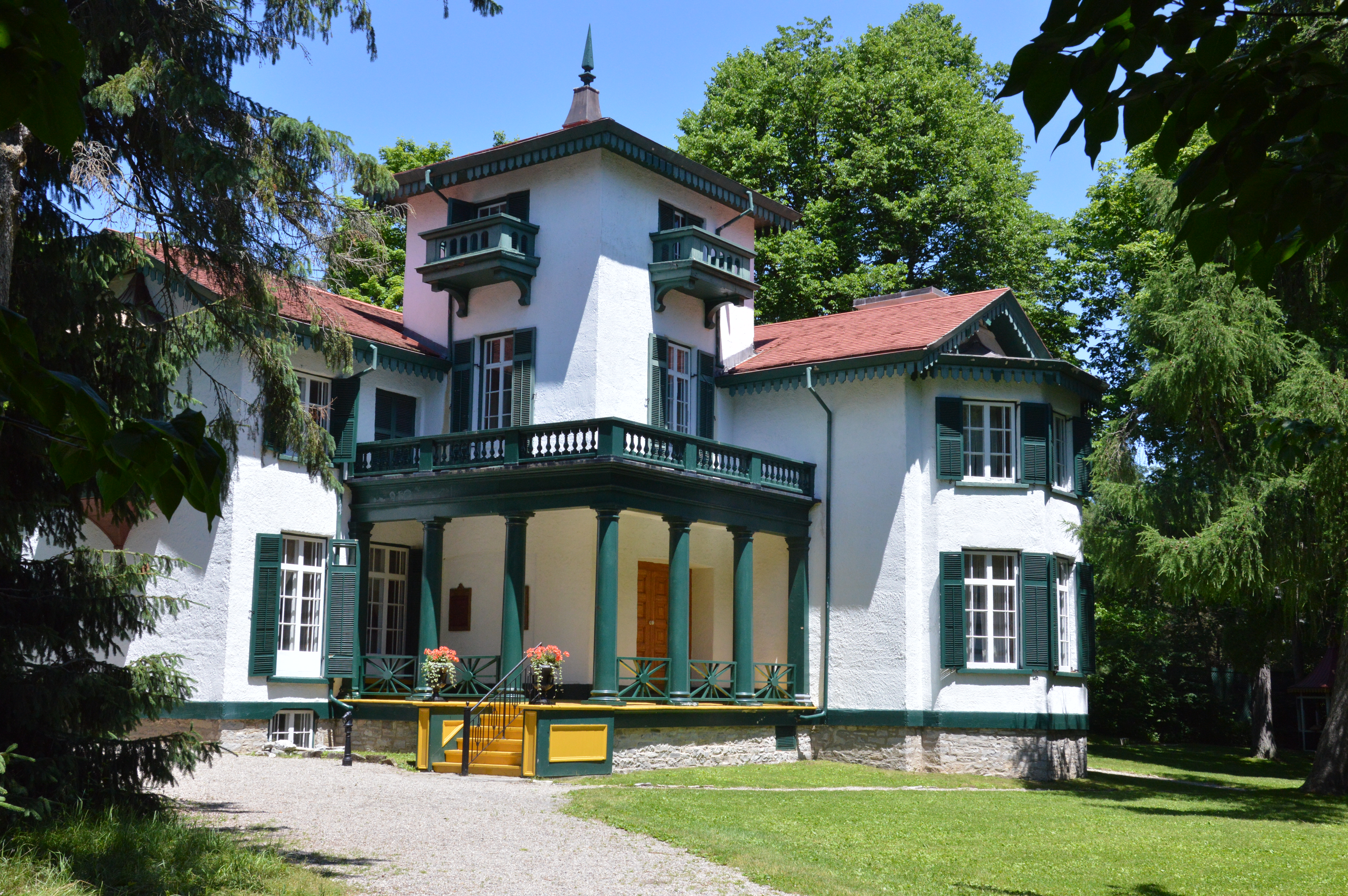
В 1848 году Макдональд арендовал Бельвю-хауз в Кингстоне на берегу озера Онтарио. В августе в этом доме умер его первенец, Джон-младший. С 1964 года в здании располагается музей

Первый период деятельности Макдональда в качестве члена правительства оказался коротким, поскольку вскоре после его назначения консерваторы потерпели поражение на парламентских выборах 1847 года. Сам Макдональд, однако, шёл на выборы в Кингстоне как автор недавнего законопроекта о финансировании религиозных колледжей (два из которых — Куинс и Региополис — находились в этом городе) и уверенно победил в своём округе.
Расставание с Кэмпбеллом, на которого долгое время ложилась основная часть работы в совместной адвокатской фирме, заставило Макдональда больше внимания уделять практике, порой за счёт деятельности в парламенте. Ещё одним фактором, заставившим его в первый срок в оппозиции отойти на задний план, были постоянные болезни Изабеллы. В итоге бывший министр мало выступал с речами и реже участвовал в дебатах. В это время он в основном представлял в парламенте интересы своих избирателей. Макдональд регулярно вносил на рассмотрение парламента петиции и законопроекты, направленные на улучшение благосостояния жителей Кингстона, лоббировал интересы его благотворительных, религиозных и образовательных организаций, а также компаний и предприятий (в их числе были многочисленные предприятия, чьим акционером был и он сам).
В 1848 году Макдональд, действуя в интересах избирателей, впервые вступил в противоборство с другим будущим политическим лидером — Джорджем Брауном, владельцем самой влиятельной газеты реформистского лагеря, The Globe. Браун, возглавлявший правительственную комиссию по расследованию условий содержания в кингстонской тюрьме, представил отчёт, приведший к увольнению её директора Генри Смита. После этого Макдональд обрушился в парламенте как на выводы комиссии, так и лично на её председателя, положив начало многолетней личной вражде. На следующий год, когда радикальные тори сожгли здание парламента в Монреале, он предпринял попытку убедить власти вернуть законодательное собрание в Кингстон. Видимые старания на благо избирателей принесли свои плоды уже к 1851 году: в ходе выборов в этом году Макдональд не только сам был переизбран уже на третий срок, но и помог консерваторам победить в трёх соседних округах.
В целом для консерваторов, однако, и эти выборы были неудачными, и целый ряд старых лидеров тори не сумел переизбраться в парламент. После этого Макдональд начал выдвигаться на первые позиции в партии. Национальный биографический словарь 1893 года называет его главным двигателем консервативной партии в оппозиции, несмотря на то, что формально партийным лидером был тори старой школы Аллан Макнаб. На протяжении шести лет в оппозиции Макдональд постоянно критиковал правительство в целом и его отдельных членов за коррупцию, которая, по его словам, «позорила Канаду больше, чем любую другую колонию, когда-либо находившуюся под покровительством Великобритании». В это время вокруг него начал собираться круг соратников, многие из которых остались с ним на долгие годы.

## Коалиция с Синей партией и умеренными реформистами (1854—1862)
В начале 1854 года Макдональд, осознав, что крайне консервативные тори Верхней Канады в одиночку не имеют шансов на создание правительства, начал работу по расширению избирательной базы своей партии. Привлечению избирателей послужили включение в партию, переименованную в Либерально-консервативную, некоторых политиков из Реформистского движения, разочаровавшихся в своих лидерах, и заключение союза с рядом независимых кандидатов. Одновременно Макдональд искал подходы к консервативным депутатам от Нижней Канады, с которыми рассчитывал создать коалицию, как ранее лидер реформистов Болдуин сформировал коалицию с франкоканадским либералом Лафонтеном.
Выборы в Канаде были объявлены после того, как правительственный кабинет Фрэнсиса Хинкса и О.-Н. Морена проиграл два подряд вотума недоверия в законодательном собрании. Консерваторы Верхней Канады на них выступили недостаточно удачно, и право формировать правительство было снова предоставлено Хинксу. Однако вскоре ему снова был вынесен вотум недоверия, и он подал в отставку окончательно. После этого было сформировано правительство во главе с Макнабом. Все франкоканадские министры Хинкса сохранили в новом кабинете свои посты, а от Либерально-консервативной партии в него вошли трое консерваторов и трое бывших реформистов. В этом кабинете Макдональд занял пост генерального прокурора. Исторически его рассматривали как основную движущую силу в формировании коалиции между консерваторами и умеренными реформистами Верхней Канады и Синей партией — консервативным большинством Нижней Канады (впоследствии эта коалиция оформилась в Либерально-консервативную партию Канады). Однако позже возобладала точка зрения, согласно которой его вклад в формирование коалиции не был столь весомым. Тем не менее этот шаг был вполне в русле его собственных идей о расширении границ партии и налаживании отношений с франкоканадцами.

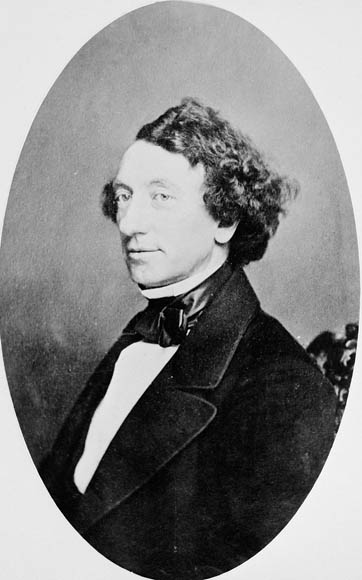
Джон А. Макдональд, 1856 год

Среди задач, которые пришлось решать генеральному прокурору, была реализация закона о ликвидации земель клира — закона, противоречившего его личным консервативным взглядам. В итоге Макдональду удалось провести в жизнь компромиссный вариант решения проблемы, позволивший англиканским священникам сохранить часть их доходов с земельных владений. В 1855 году он представил в парламенте билль об отдельной системе католических школ Верхнего Онтарио, автором которого был его квебекский коллега Этьен-Паскаль Таше. Этот законопроект уже вполне соответствовал собственным идеям Макдональда о правах представителей любой конфессии воспитывать детей в соответствии со своей верой. Проект встретил сопротивление депутатов от Верхней Канады во главе с реформистом Джозефом Хартманом, но прошёл благодаря поддержке депутатов-католиков от Нижней Канады.
Генеральный прокурор также провёл через парламент Акт о постепенном окультуривании (англ. Gradual Civilization Act) 1857 года. Согласно закону, любой индеец мужского пола, имеющий образование и свободный от долгов, получал после трёхлетнего испытательного срока право на приобретение в безраздельную собственность 50 акров резервационной земли. Одновременно с такой покупкой он обретал все права гражданина провинции Канада, но терял официальный статус индейца. Этот акт законодательно закреплял рекомендации коронной комиссии о том, что индейцев необходимо защищать от «пагубного влияния» белых поселенцев, одновременно позволяя им приобщаться к обычаям белых.
К 1856 году премьер Алан Макнаб своими негибкими взглядами и общей неэффективностью из-за ухудшившегося состояния здоровья восстановил против себя собственную партию. Поскольку он отказывался сложить полномочия, Макдональд, объединившись с двумя членами кабинета от реформаторского крыла и ещё одним консерватором, сам подал заявление об отставке, мотивируя это тем, что при недавнем вотуме недоверия у правительства не оказалось большинства среди депутатов от Верхней Канады. Этот шаг наконец заставил Макнаба расстаться с портфелем премьера. Его сменил на этом посту Таше, а Макдональд (к этому времени ставший лидером нижней палаты законодательного собрания) разделил с ним руководство как второй премьер. Когда 25 ноября 1857 года Таше в свою очередь подал в отставку, генерал-губернатор Канады Эдмунд Уокер Хед поручил сформировать новый кабинет Макдональду. Однако тот внёс в состав правительства лишь минимальные изменения, пригласив Жоржа-Этьена Картье на место Таше, и вскоре распустил парламент.
Порядок округов, в которых будут проходить растянутые на несколько недель выборы, определял сам премьер, и одним из первых он поставил свой Кингстон, надеясь, что убедительная победа там поможет консерваторам добиться успеха и в дальнейшем. Он действительно победил очень уверенно, но его партия понесла потери в Западной Канаде, и коалиция сохранила большинство в объединённом парламенте только за счёт триумфа союзников из Восточной Канады. Макдональд хотел подать в отставку, но поддался уговорам и остался на посту премьера. В дни выборов он овдовел: 28 декабря 1857 года Изабелла, уже давно прикованная к постели болезнью, скончалась.
Слабые позиции консерваторов в Западной Канаде вынуждали Макдональда заниматься созданием широких коалиций и искать поддержки других групп населения, в том числе приверженцев Оранжевого ордена и прихожан католической и методистской церкви. Ключевой стала для него поддержка Картье и франкоканадцев из Синей партии. Верно оценивая важность депутатского блока Нижней Канады, Макдональд отстаивал принцип равного представительства обеих Канад в законодательном собрании и сопротивлялся попыткам заменить его на представительство, пропорциональное населению, которое дало бы преимущество Западной Канаде.
Избегая радикальных реформ, на посту премьера Макдональд проводил политику постепенного совершенствования структур государственного управления. Эти шаги включали расширение и стандартизацию системы тюрем и психиатрических лечебниц и создание структуры социальной поддержки. Шагом к ответственному правительству стал принятый в 1857 году Акт о ревизии, учреждавший должность аудитора публичных счетов. В том же году было сформировано Бюро сельского хозяйства и статистики, а 1859 году ведомство генерального инспектора преобразовано в министерство финансов. Проведённый в 1857 году закон создавал во всех министерствах должности заместителей министра; если сами министры порой назначались по политическим соображениям, то на посты заместителей Макдональд с тех пор (в том числе и после 1867 года) назначал крепких управленцев с многолетним опытом бюрократической работы. В 1860 году имперские власти передали провинции контроль над вопросами, связанными с коренными народностями.
Популярная в Западной Канаде идея аннексии территорий к западу от провинции, формально находившихся под управлением Компании Гудзонова залива, не находила отклика у правящей коалиции. В то же время кабинет Макдональда, отдавая себе отчёт в нехватке пахотных земель, предпринимал шаги по освоению новых территорий. На севере в 1858 году были созданы два новых временных округа Алгома и Ниписсинг, а на юге строилась сеть дорог для облегчения колонизации южных регионов Канадского щита. Понимание важности развития собственной промышленности выражалось в последовательной поддержке железнодорожной компании Grand Trunk Railway и в принятой в бюджете 1858 года системе протекционистских тарифов, благодаря которой число канадских компаний во всех сферах производства значительно выросло в три последующих года.
В 1858 году Макдональд инициировал передачу на рассмотрение королевы Виктории вопроса о постоянной столице Канады. Оппозиция в законодательном собрании во главе с Брауном, к тому времени ставшим лидером «чистых реформистов» (англ. Clear Grits — предшественников Либеральной партии Канады), встретила этот шаг яростной обструкцией. Передачу выбора королеве не поддержали и собственные союзники Макдональда из Синей партии, и он подал в отставку, сославшись на «оскорбление величества». Генерал-губернатор Хед поручил формирование нового кабинета Брауну. Однако закон требовал, чтобы вновь назначенные министры освободили места в парламенте и прошли довыборы в своих округах. В итоге уже у реформистов не оказалось большинства в парламенте, и новое правительство пало всего через два дня после назначения. Браун попросил генерал-губернатора назначить новые выборы, но предыдущие состоялись только семь месяцев назад, и Хед просьбу не удовлетворил. Это позволило реформистам обвинить его в сговоре с Макдональдом, что последний с негодованием отрицал; Гед Мартин полагает, что причиной была всего лишь личная симпатия Хеда к обаятельному консерватору.
В итоге вновь был сформирован консервативный кабинет, на этот раз формально возглавляемый Картье и с Макдональдом в качестве второго премьера. Закон позволял не проводить перевыборы в округах министров, если те, покидая один пост, занимают другой менее чем через 30 дней. Это позволило дать министрам прежнего кабинета, ушедшего в отставку лишь за неделю до этого, формальные новые назначения, а на следующий день вернуть их в привычные министерства, избежав проблем, с которыми столкнулись реформисты. Этот ход остался в истории Канады как «двойная перетасовка» (англ. Double Shuffle). В 1859 году решение королевы о предоставлении статуса постоянной столицы Канады Оттаве было утверждено законодательным собранием с перевесом всего в пять голосов.

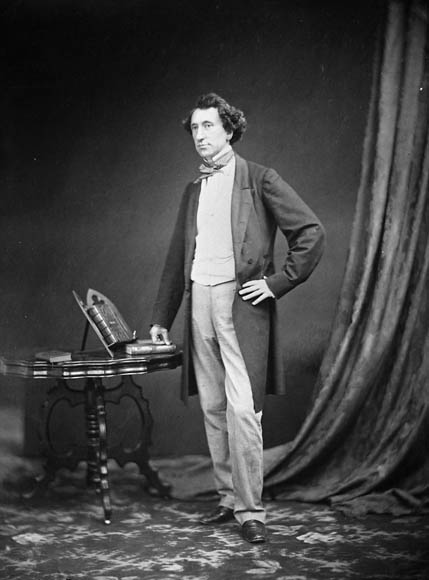
Макдональд в 1861 году

Противостояние с либералами Брауна, убеждёнными, что существующая система противоречит интересам Западной Канады, продолжалось и в начале 1860-х годов. The Globe постоянно обличала «французское засилье» в правительстве Картье и Макдональда. Провозглашаемая реформистами идея представительства по населению (англ. Representation by Population), демократическая по своей сути и популярная даже среди однопартийцев Макдональда, была гибельной для его коалиции с Картье, означая снижение влияния консервативной, но менее населённой Восточной Канады в парламенте. Даже в его собственном округе в Кингстоне Макдональду на выборах 1861 года впервые за долгое время противостоял серьёзный соперник — его бывший одноклассник Оливер Моуат.
В ответ Макдональд предпринял агитационный тур по Западной Канаде — такие действия, обычные перед выборами в США, в Канаде до этого момента никто не совершал. В ходе тура он доказывал, что единство с Восточной Канадой — неотъемлемая часть единства с метрополией. Кампания удалась — консерваторы получили не просто суммарное большинство в парламенте, но и большинство в Западной Канаде. В Кингстоне Макдональд победил Моуата с 758 голосами против 474.
После смерти Изабеллы единственный сын Макдональда проживал у сестры отца, Маргарет, и её мужа Джеймса Уильямсона в Кингстоне. Сам Джон А. вернулся к холостяцкому образу жизни. Он снимал квартиры, иногда деля их с другими политиками, подолгу задерживался на работе и всё больше пил. Его мать Хелен, тоже жившая в последние годы с Уильямсонами, умерла в октябре 1862 года. В эти годы Макдональд неоднократно заводил речь об отставке, что могло отражать приступы депрессии, связанной с личными потерями, или же разочарование в бесцельной и мелочной колониальной политике.

## Кризис власти и «Великая коалиция»
К лету 1861 года, когда в Канаде прошли победные для консерваторов выборы, к югу от границы началась гражданская война. В годы войны США стремительно милитаризовались: если перед её началом их армия номинально насчитывала 13 тысяч военнослужащих, то за два первых года только вооружённые силы Севера достигли численности в 800 тысяч человек, а позже — в 2 миллиона. Это могло стать опасным для Канады. Учитывая напряжённость между северными штатами и Великобританией, метрополия начала направлять в североамериканские колонии дополнительные военные контингенты (в общей сложности, однако, составлявшие только 11 тысяч солдат). В самой Канаде было создано министерство милиции, которое возглавил Макдональд.
В марте 1862 года правительственная комиссия рекомендовала увеличить численность постоянного состава милиции до 50 тысяч человек (не считая резерва), при необходимости введя даже принудительный призыв. Макдональд представил парламенту опиравшийся на эти рекомендации законопроект, но его не позволила принять высокая ожидаемая стоимость (10 % всех доходов канадской казны). Кроме того, и сам премьер, представляя проект парламенту, был весьма неубедителен, путался в цифрах и выглядел растерянным; Р. Гвин предполагает, что причиной был очередной запой. После провала проекта в парламенте правительство Картье и Макдональда ушло в отставку. Отказавшись от предлагаемых высоких постов в судебной системе, экс-премьер на некоторое время уехал в Англию. Однако уже год спустя он принял участие в новых выборах, победив в округе Южный Лидс кандидата от либералов Альберта Ричардса, некоторое время занимавшего министерский пост генерального стряпчего.
К этому времени идея объединения с другими британскими колониями в Северной Америке набирала влияние в Канаде. Среди её активных сторонников были как лидер реформистов Браун, так и собственный министр финансов Макдональда Александр Галт. Сам Макдональд к объединению североамериканских колоний на первых порах относился амбивалентно: на словах он идею не отвергал, но его беспокоила высокая стоимость её реализации. В 1858 году его кабинет даже отправил в метрополию делегацию во главе с Галтом и Картье с предложением об объединении североамериканских колоний, но в Вестминстере дали понять, что для этого необходима ясно выраженная поддержка атлантических колоний. В итоге вопрос был временно снят с повестки дня.
В 1864 году в канадской политике сложилась патовая ситуация. Либеральное правительство Джона Сандфилда Макдональда, сменившее у власти кабинет Картье-Макдональда, продержалось у власти чуть больше года. На выборах 1863 года Западная Канада с её более прогрессивными общественными институтами отправила в законодательное собрание вдвое больше либералов, чем консерваторов, а в Восточной Канаде, где были по-прежнему сильны католическая церковь и феодальные пережитки, господствовал консервативный Синий блок. В результате у власти быстро сменились три кабинета, в том числе очередная коалиция Таше и Макдональда, получившая вотум недоверия всего через два месяца.
Выходом из положения могла стать широкая коалиция, в которую вошли бы вечные противники — «чистые реформисты» и союз консерваторов Восточной и Западной Канады. 14 июня 1864 года конституционная комиссия законодательного собрания приняла резолюцию о желательности федеративного правительства для обеих Канад, а в перспективе для всех британских колоний в Северной Америке. Лидер консерваторов, опасавшийся, что в такой федерации центральное правительство будет слишком слабым, тем не менее согласился на предложение Джорджа Брауна работать над реформой совместно.
«Великая коалиция» была сформирована. Восточную Канаду в ней представляли министры от Синей партии во главе с Таше и Картье, а министерские посты для Западной Канады поровну распределили консерваторы (включая Макдональда) и либералы (включая Брауна). Формальным главой коалиционного правительства стал Таше. Конечной целью правительства было создание конфедерации всех британских колоний в Америке, но Браун настоял, что если она окажется недостижима, конфедеративное устройство должно распространиться хотя бы на Онтарио и Квебек (Западную и Восточную Канаду).

## Объединение североамериканских колоний
После создания «Великой коалиции» Макдональд стал самым красноречивым пропагандистом идеи федерации всех североамериканских колоний Великобритании. В сентябре 1864 года они с Брауном, Картье и ещё несколькими коллегами приняли участие в конференции в Шарлоттауне (Остров Принца Эдуарда), на которой представители небольших атлантических провинций тоже обсуждали вопрос об объединении. Британское правительство предпочитало вариант с их объединением в унитарное государство, но каждая колония дорожила своей самобытностью и стремилась сохранить максимум независимости. Поэтому идея конфедерации, предложенная делегатами от Канады, была принята с энтузиазмом.

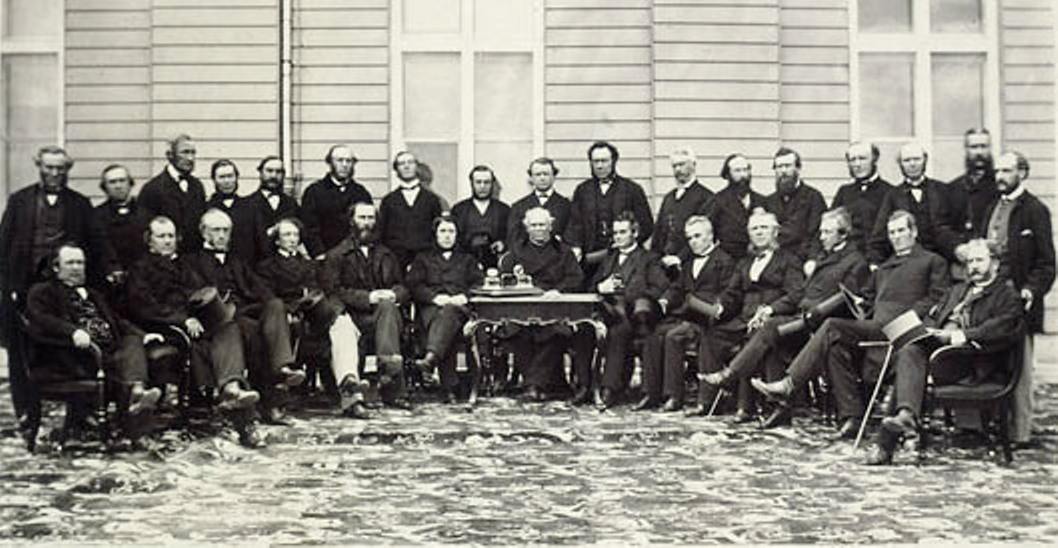
Участники Квебекской конференции (1864). Макдональд — четвёртый слева в первом ряду.

За шарлоттаунской конференцией уже в октябре последовала новая — в Квебеке. С 10 по 27 октября делегатами были приняты 72 резолюции, в основном сформировавших характер будущей конфедерации; согласно Томасу Д’арси Макги, Макдональд был автором текста 50 из этих резолюций. По его настоянию было решено, что все вопросы, не находящиеся однозначно в юрисдикции провинций, попадают в ведение федерального центра. Он же настоял на совместной юрисдикции в области иммиграции и сельского хозяйства и на прерогативе федерального правительства назначать лейтенант-губернаторов провинций и пожизненных членов верхней палаты федерального парламента. В то же время он отказался от ещё большей концентрации власти. В конституции Новой Зеландии, которую делегаты конференции во многом взяли за образец, предусматривалось право федерального правительства на ликвидацию провинций, но Макдональд отклонил предложение делегата от Новой Шотландии ввести аналогичный пункт в планируемое законодательство. В ведении провинций должны были остаться такие социальные институты, как больницы (за исключением военно-морских госпиталей), приюты для душевнобольных и работные дома. Конституция конфедерации также должна была, впервые в мировой истории, гарантировать свободу вероисповедания и языковые права меньшинств.
Объединение британских колоний в Америке ускорили общие угрозы. Одна из них состояла в обострении отношений с США после того, как в октябре 1864 года с территории Канады конфедератским отрядом был атакован городок Сент-Олбанс в Вермонте. В ответ американское правительство ужесточило пограничные процедуры для всей Британской Америки, а Конгресс США инициировал процедуру расторжения таможенного союза с Канадой, действовавшего с 1854 года. Второй угрозой была активизация в США Братства фениев — вооружённой организации, боровшейся за независимость Ирландии. В 1866 году, по окончании гражданской войны, фении избрали своей целью Британскую Северную Америку и совершили несколько набегов через границу, в том числе на остров Кампобелло в Нью-Брансуике и на Форт-Эри в Западной Канаде. В результате в Канаде было приостановлено действие принципа «хабеас корпус», что облегчило бы в случае необходимости аресты активистов Братства. При этом Макдональду пришлось выпустить циркуляр, объясняющий, что пока такие аресты не санкционированы — он опасался, что «неграмотные чиновники» начнут арестовывать всех католиков без разбора как сочувствующих фениям.
11 марта 1865 года Квебекские соглашения 99 голосами против 33 утвердил парламент объединённой Канады. В Новой Шотландии и Нью-Брансуике сторонникам конфедерации удалось взять верх только весной 1866 года. Этому способствовали открытая поддержка британского министерства по делам колоний и прямое финансирование их кампаний из Канады (финансовые вложения в эти кампании, первоначально оценивавшиеся в 8-10 тысяч фунтов, в итоге выросли впятеро). Тем не менее сохранялась угроза реванша противников объединения колоний в Новой Шотландии, где через год были запланированы очередные выборы.
Летом 1865 года скончался премьер Этьен Таше. Взаимная подозрительность Макдональда и Брауна не позволила занять его кресло ни тому, ни другому (Браун также отверг кандидатуру Картье, и очередной коалиционный кабинет сформировал также представлявший Восточную Канаду Нарсис-Фортунат Белло). Браун в итоге покинул коалицию в декабре, но другие реформисты остались в правительстве.
Макдональд продолжал сильно пить, вызывая резкую критику не только в Globe, но и в метрополии, где даже предлагалось отстранить его от участия в формировании союза колоний. Учитывая шаткое положение британского правящего кабинета, его члены предпочли бы, чтобы объединение колоний было оформлено официально как можно скорее. Однако процесс тормозили формальные обстоятельства — ещё не были написаны конституции будущих провинций Онтарио и Квебек, а канадские таможенные тарифы должны были быть снижены по требованию восточных провинций. Крооме того, Макдональд опасался, что в промежутке между подписанием соглашений и их утверждением метрополией могут возникнуть проблемы из-за каких-нибудь деталей, и старался этот промежуток максимально сократить. В итоге делегаты колоний собрались в Лондоне для окончательного утверждения соглашений лишь в конце ноября 1866 года, и детали этих переговоров по настоянию Макдональда нигде не фиксировались.
По предложению делегатов от Атлантических провинций Макдональд был избран председателем конференции и сыграл ключевую роль в её успехе. Эту роль отмечали коллега по канадской делегации Эктор Ланжевен и товарищ министра по делам колоний Фредерик Роджерс. В Лондоне было решено, что в состав предполагаемой федерации не войдёт Ньюфаундленд, и разработаны планы освоения земель к северо-западу от Онтарио, включая прокладку трансконтинентальной железной дороги. Последнее должно было обеспечить независимость Британской Америки от портов США в сезон, когда река Святого Лаврентия закрыта для судоходства. В целом изменения в проекте оказались незначительными, что устраивало Макдональда, не хотевшего усиления будущих провинций за счёт центра. Новое образование, которое он предлагал назвать Королевством Канада (с переименованием генерал-губернатора в вице-короля и назначением на этот пост члена правящей династии), в итоге получило название Доминион Канада.
Акт о Британской Северной Америке был утверждён Палатой лордов 26 февраля 1867 года, а Палатой общин — 8 марта. Монаршее согласие было получено 29 марта. Акт вступал в силу 1 июля; согласно ему создавалось новое образование в составе четырёх провинций — Онтарио, Квебека, Новой Шотландии и Нью-Брансуика — с общим федеральным правительством.
В дни пребывания в Лондоне, накануне Рождества 1866 года, Макдональд едва не погиб. Заснув в постели с газетой, он проснулся от того, что простыни и занавески в комнате объяты огнём. С помощью Картье ему удалось потушить пожар, но он получил серьёзные ожоги и, по собственным словам, спасся от смерти лишь благодаря толстой фланелевой рубашке, надетой под ночную. Всё ещё находясь в Лондоне, через десять лет после смерти Изабеллы, Макдональд женился вторично — на Сьюзен Агнес Бернард. Свадьба состоялась 16 февраля 1867 года. Этот брак был взаимно удобным: Макдональду как премьер-министру нужна была супруга, которая вела бы его хозяйство и принимала гостей, а Агнес, которой к этому времени исполнился 31 год, уже чувствовала опасность так и не выйти замуж.
Формирование первого правительственного кабинета Доминиона Канада было поручено Макдональду. Необходимость достойного представительства в нём Синей партии и либералов Онтарио заставило будущего премьер-министра отказаться от включения в правительство своего старого соратника Д’арси Макги и лидера федералистов Новой Шотландии Чарльза Таппера. Макдональдом были также подготовлены назначения новых лейтенант-губернаторов и премьер-министров Онтарио и Квебека; в частности, лейтенант-губернатором Квебека становился Нарсис-Фортунат Белло, а премьером Онтарио — бывший реформист Джон Сэндфилд Макдональд. 1 июля 1867 года, в день Доминиона Канада, его первый премьер-министр был произведён в рыцари-командоры ордена Бани. Поскольку это звание давало право на обращение «сэр», Макдональда вскоре повсеместно стали называть просто «сэр Джон А.» Лорд Монк, последний генерал-губернатор провинции Канады, стал первым генерал-губернатором новообразованного доминиона.

## Первый премьер-министр суверенной Канады

### Законодательные реформы первых лет независимости

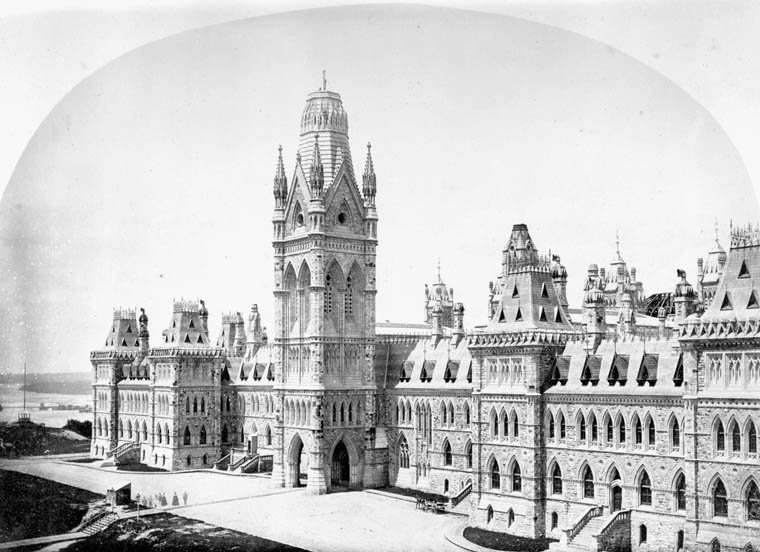
Центральный корпус парламента Канады, 1870 год

Формально на пост премьер-министра доминиона Макдональд был назначен генерал-губернатором Монком. Подобное положение было двусмысленным, и уже к концу лета 1867 года были объявлены первые федеральные выборы, прошедшие в сентябре и октябре. По их итогам партия Макдональда — первая в Канаде федеральная партия, к тому же достаточно быстро внедрявшая партийную дисциплину — одержала победу над своими разрозненными соперниками, получив 101 мандат против 80 у оппозиции. Единственной провинцией, в которой консерваторы Макдональда проиграли, оказалась Новая Шотландия, где 18 из 19 мест получили противники конфедерации.
Тем не менее даже в рядах консерваторов не было полного единства — Картье и Галт чувствовали себя обойдёнными при раздаче наград в дни получения независимости. Поэтому в дальнейшем ради исправления отношений Макдональду пришлось выхлопотать обоим титулы — соответственно, баронетский (формально более высокий, чем его собственный) и рыцарский.
В первое правительство суверенной Канады, сформированное Макдональдом, входили пять министров от провинции Онтарио, четыре от Квебека (трое франкофонов и один англоязычный протестант) и по два от Новой Шотландии и Нью-Брансуика (при этом Таппер уступил место в кабинете малоизвестному Эдварду Кенни из Галифакса, чтобы в правительстве был хотя бы один ирландец-католик). Таким образом премьер-министр претворял в жизнь свои идеи о том, как правительство должно выражать интересы всех граждан страны. За две сессии парламента в 1868 году были приняты 72 закона, регулирующих, среди прочего, отношения федерального центра и провинциальных властей и полномочия правительства Канады в таких сферах как банковское дело, товарные перевозки, судоходство, уголовное право и т. п. Нагрузка на Макдональда была такой, что уже в феврале 1868 года его лечащий врач предупреждал Агнес, что это угрожает его здоровью.

### «Строительство нации»
Макдональд оставался премьер-министром Канады до 1873 года, посвятив шесть лет на этом посту «строительству нации». Сильные антифедералистские настроения в Новой Шотландии заставили премьер-министра пойти на ряд уступок этой провинции в вопросах торговых тарифов, национального долга и ассигнований, выделяемых федеральным центром. Лидера антифедералистов Джозефа Хау ему удалось убедить, что остаться в составе Канады будет в интересах самой Новой Шотландии, которая в противном случае рискует быть поглощённой США. В итоге к январю 1869 года Хау пошёл на перевыборы уже как кандидат от Консервативной партии, а выиграв их, присоединился к кабинету Макдональда. Было начато строительство Межколониальной железной дороги длиной 500 миль, которая к 1876 году свяжет Галифакс с центром континентальных провинций.
Одновременная деятельность Макдональда по привлечению в конфедерацию провинции Ньюфаундленд не принесла успеха. Хотя ещё в ходе Квебекской конференции удалось увлечь идеей конфедерации будущего премьера Ньюфаундленда Фредерика Картера (и в мае 1869 года велись переговоры об условиях присоединения этой провинции к Канаде), крупнейшие собственники острова оказались в ней не заинтересованы. После поражения федералистов на ньюфаундлендских выборах 1869 года Макдональд прекратил попытки присоединения этой провинции.
С другой стороны, трёхсторонние переговоры между канадским и британским правительствами и руководством Компании Гудзонова залива завершились успешно. По условиям соглашения Канада за сумму в 300 тысяч фунтов (полностью одолженную ей метрополией) получала от компании территории между Онтарио и Скалистыми горами к северу от американской границы, известные как Земля Руперта, за вычетом 45 тысяч акров вокруг 120 торговых постов компании и 5 % пахотных земель. В освоении этих территорий Макдональд видел залог успешного развития и независимости Канады. Положение осложнялось тем, что вкладывать ресурсы в их освоение следовало незамедлительно, иначе американцы могли начать делать то же самое явочным порядком и потом официально заявить права на территории. Аналогичным образом в 1840-е годы был установлен суверенитет США в Орегоне.
Уже после достижения договорённостей между Канадой, Великобританией и Компанией Гудзонова залива выяснилось, что оседлое население приобретаемой территории в массе своей не радо такой перспективе. Около тысячи канадцев, проживавших на этой территории, были в основном горячими сторонниками присоединения, но 10 тысяч франкоязычных метисов, а также служащие компании, опасающиеся за свои посты и пенсии, были настроены резко против. Назначенного лейтенант-губернатором новой территории Уильяма Макдугалла остановил на границе отряд вооружённых метисов. Попытки Макдональда изменить ситуацию, посылая к метисам влиятельных франкоязычных эмиссаров, успеха не принесли. Пытаясь отсрочить конфликт, он сообщил в Лондон, что Канада не может считать сделку о покупке земель завершённой, если не будет гарантировано их мирное присоединение, и не намерена выплачивать оговоренную в соглашении сумму.
Напряжение в регионе, который должен был стать Северо-Западной территорией Канады, привело к жертвам. Сначала в стычке был убит молодой выходец из Шотландии — убившему его метису показалось, что тот пытается его арестовать. Убийца в свою очередь был избит до смерти группой англоязычных лоялистов. Затем контролировавший регион лидер метисов Луи Риэль, раздражённый растущим сопротивлением лоялистов, устроил показательный суд над одним из них, выходцем из Онтарио Томасом Скоттом, и приговорил его к смертной казни. Скотт был казнён 3 марта 1870 года.
Эти события вызвали гнев англоязычного населения Канады и осложнили переговоры, которые Макдональд вёл через своего посланника Дональда Смита с Риэлем и метисской общиной. Премьер-министр договорился с метрополией об отправке на Северо-Западную территорию отряда британских и канадских военнослужащих. Однако, стремясь избежать возможного дальнейшего кровопролития, он одновременно уполномочил Смита идти практически на любые уступки и давать любые обещания и взятки лидерам метисов. В итоге были вчерне сформулированы условия, на которых метисская община Северо-Западной территории соглашалась мирно войти в состав Канады. Готовности канадского правительства к переговорам способствовало и крайне отрицательное отношение к идее отправки войск во франкоязычных районах страны, что грозило потерей поддержки в парламенте.
Позже Макдональд уже лично продолжил переговоры в Оттаве с посланниками Риэля, подтвердив большинство данных Смитом обещаний. Лишь в одном ключевом вопросе — закрепления за метисами земель — премьер-министр внёс в соглашение важные изменения: земли (в общей сложности 1,4 миллиона акров) получала не единая община, а отдельные лица и семьи. Позже это позволило отдельным владельцам продавать свою землю, таким образом разрушая целостность метисской территории. Кроме того, Макдональд добился отмены требования о полной амнистии для всех участников суда и казни Томаса Скотта, сославшись на то, что такое решение является прерогативой короны. В итоге канадскому парламенту было представлено соглашение о создании небольшой (по размерам сопоставимой с Островом Принца Эдуарда) провинции Манитоба, внутри которой корона сохраняла права на определённые участки земли. Эта земля была необходима для дальнейшего строительства трансконтинентальной железной дороги. Остальная Северо-Западная территория также переходила под федеральное управление. 15 июля 1870 года законопроект был утверждён; новым лейтенант-губернатором обоих новых территориальных образований стал уроженец Новой Шотландии Адамс Арчибальд. Риэль покинул страну — как позже выяснилось, Макдональд заплатил ему за это деньгами из фонда для содержания канадской службы безопасности.

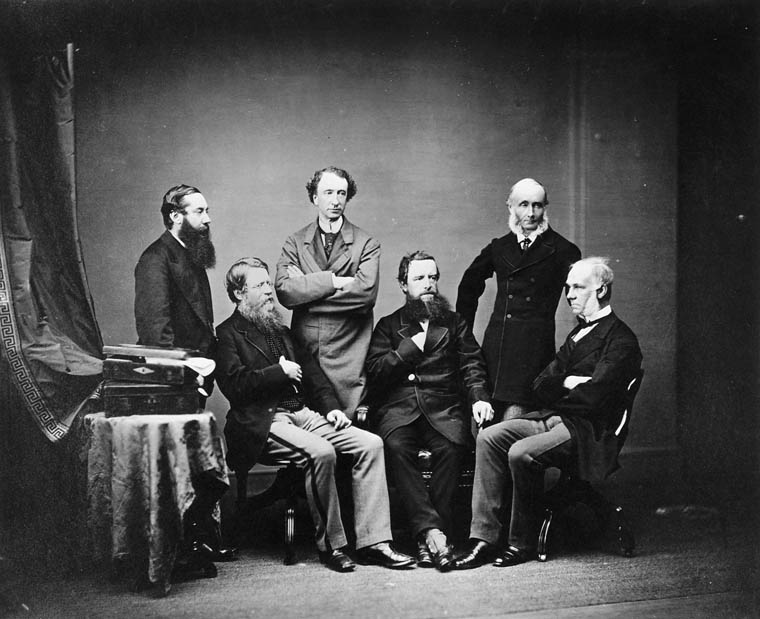
Британская делегация на переговорах в Вашингтоне, 1871 год. Макдональд стоит в центре.

В начале 1871 года Макдональд вошёл в состав британской делегации, отправленной на переговоры в США с целью урегулирования конфликта с этой страной. Темами конференции должны были стать дело «Алабамы» (вопрос о компенсациях за действия каперов, чьи суда были построены в Англии) и ряд других разногласий. Вместе с Макдональдом в делегацию вошли четверо представителей метрополии, в том числе граф Грей и сэр Стаффорд Генри Норткот. Канадский премьер был включён в её состав как делегат от наиболее заинтересованной в разрешении конфликта британской территории (у Канады и США накопились взаимные претензии по следам событий гражданской войны и фенийских вылазок, решения требовал также вопрос о права́х на рыбные промыслы). Несмотря на формально скромную роль Макдональда в британской делегации, переговоры по вопросам, непосредственно интересовавшим Канаду, заняли две трети времени конференции. Итогом стало получение гарантий оплаты права американских рыбаков вести лов в канадских водах. Кроме того, в компенсацию за нападения фениев британцы пообещали Канаде ссуду в размере 2,5 млн фунтов, которая должна была позволить начало строительства железной дороги через континент.
Подписанный в мае 1871 года Вашингтонский договор урегулировал взаимные территориальные претензии США и Канады. Сознавая, что в случае войны с США границы малонаселённой Канады окажутся беззащитными, Макдональд пытался замедлить процесс вывода британских войск, но не преуспел в этом. Либеральное правительство Гладстона завершило вывод частей уже к ноябрю 1871 года, мотивируя поспешность процесса в том числе и самим фактом канадского суверенитета.

Расширение и эволюция территориального деления Канады, 1867—2003 годы

Вхождение Северо-Западной территории в состав Канады открыло дорогу к присоединению Британской Колумбии — колонии на тихоокеанском побережье Северной Америки, где проживали около 20 тысяч поселенцев из Европы. Проамериканские настроения в этой колонии были намного слабее, чем в метисских общинах, и Макдональд легко договорился с её лидерами. Им он пообещал широкое представительство в канадском парламенте и существенные федеральные субсидии (и то, и другое было основано на завышенной оценке общей численности населения колонии, включавшей аборигенов и китайских рабочих). Премьер-министр и его соратник Картье сумели также заинтересовать делегацию Британской Колумбии перспективой постройки трансконтинентальной железной дороги. В итоге законодатели колонии поддержали постройку дороги ещё до того, как со своей позицией определились парламентарии Канады, так что отказ от строительства стал бы нарушением условий союзного договора. Британская Колумбия вошла в состав Канады 20 июля 1871 года.
Наконец, 1 июля 1873 года, в День Доминиона, к Канадской конфедерации присоединился также Остров Принца Эдуарда. В обмен на вхождение в состав Канады его лидерам были обещаны ежегодная субсидия в размере 45 тысяч долларов на развитие сельского хозяйства и бесперебойная транспортная связь с континентом в любое время года. К концу первого пребывания Макдональда на посту премьер-министра территория Канады расширилась до 3,5 миллионов квадратных миль (более 9 млн км²), а население достигло четырёх миллионов. В 1873—1874 годах была проведена разметка американо-канадской границы от Лесного озера между Онтарио и Миннесотой на востоке до Скалистых гор на западе.

### Личные финансовые трудности и проблемы со здоровьем
Конец 1860-х годов, помимо политической деятельности, был ознаменован для Макдональда личными финансовыми проблемами. Толчком стал крах Коммерческого банка, в котором его кредит был превышен на сумму 80 тысяч долларов. Долг Макдональда перешёл к монреальскому банку и позже был предъявлен к оплате. В это же время умер Арчибальд Макдоннелл, партнёр премьер-министра по адвокатской конторе, после чего выяснилось, что он занимался рискованными денежными вложениями их совместного капитала и общие долги конторы достигают 64 тысяч долларов. Попытки Макдональда спешно продать принадлежащую ему недвижимость, чтобы рассчитаться с банками, принесли совсем незначительные суммы, и долг продолжал расти. Премьер-министр впал в депрессию, обернувшуюся в 1868 году новым запоем. Наконец, в 1870 году его друг Д. Л. Макферсон организовал среди богатых предпринимателей подписку, по которой были собраны 67 тысяч долларов. Эти деньги составили трастовый фонд, проценты с которого шли на повседневные расходы Макдональда, а основной капитал был записан на его жену и близких (по предположению Мартина — чтобы избежать его растраты премьером).
К запоям Макдональда к началу 1870-х годов добавились и другие проблемы со здоровьем. В первые месяцы 1870 года он начал испытывать периодические боли в спине. 6 мая 1870 года боль стала настолько сильной, что премьер-министр потерял сознание. Вызванный личный врач диагностировал выход крупного жёлчного камня и заявил, что шансов на выздоровление немного. В течение большей части месяца оттавская газета Times держала свёрстанным некролог, который пошёл бы в номер в случае смерти главы правительства. Однако тот вскоре пошёл на поправку. В середине июня Агнес Макдональд вывезла мужа на отдых на атлантическое побережье, и он вернулся в Оттаву в сентябре относительно здоровым, хотя после этого достаточно часто страдал от разных краткосрочных болезней.

### Железнодорожный проект и Тихоокеанский скандал
Уже в 1871 году Макдональд начал поиск людей, способных претворить в жизнь планы строительства железной дороги, которая соединит Западное побережье формирующейся страны с городами Онтарио и Квебека. В США к этому времени была построена Тихоокеанская железная дорога в Калифорнию и начато строительство так называемой Северной Тихоокеанской дороги, но сэр Джон считал, что собственная дорога обеспечит выживание Канады как государства, скомпенсировав недостаток населения на её территории.
После рассмотрения ряда предложений выбор пал на квебекского транспортного магната Хью Аллана. Первоначальный план Аллана предполагал координацию канадских и американских усилий, однако это потенциально могло обернуться американским контролем над всем предприятием. Поэтому Макдональд потребовал замены партнёров из США на канадских. На эту роль он прочил Макферсона, но тот не нашёл с монреальцем общего языка. В итоге Аллан получил фактически полный контроль над всем процессом.
К выборам 1872 года Макдональд сумел добиться в парламенте ратификации Вашингтонского договора и принципиального одобрения железнодорожного проекта. После этого он развернул предвыборную кампанию консерваторов, в том числе создав в Торонто газету The Mail, которую рассматривал как противовес контролируемой либералом Брауном Globe. Премьер-министр мобилизовал на кампанию большие суммы от частных пожертвователей, обещая им компенсацию из государственных средств после победы на выборах. От одного Хью Аллана консерваторы получили 350 тысяч долларов, причём сэр Джон лично подписался под телеграммой, запрашивавшей у магната последние 10 тысяч из этой суммы. В своём собственном избирательном округе премьер-министр в итоге выиграл у соперника всего 130 голосов, но общая победа консервативной партии была достигнута. Официально правящая партия получила 104 места в парламенте против 96 у оппозиции, но фактически количество верных премьеру депутатов приближалось к 130, включая большинство формально независимых депутатов от Новой Шотландии.

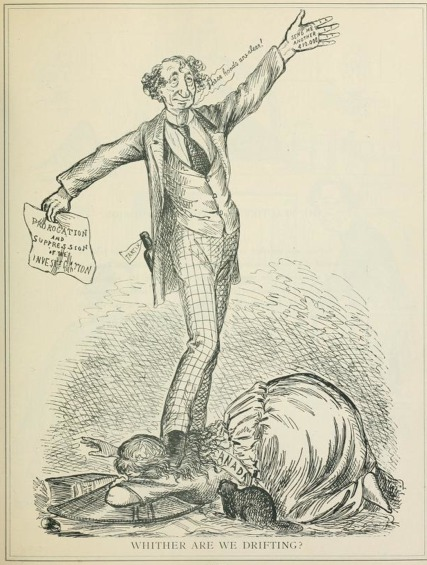
На отсрочку сессии парламента газета Grip ответила карикатурой, на которой пьяный Макдональд попирает ногами Канаду

В первые месяцы после победы консервативное правительство учредило новый департамент в министерстве внутренних дел, отвечающий за развитие и межевание западных земель. Кроме того, несмотря на сопротивление либеральной оппозиции, опасавшейся высоких затрат, была создана Северо-Западная конная полиция — в будущем Королевская канадская конная полиция. Первые 150 человек были приняты на службу в середине осени. Однако второе премьерство Макдональда продолжалось недолго. За победой на выборах последовал так называемый Тихоокеанский скандал, вскрывший подробности финансирования Хью Алланом кампании консерваторов. В разгар скандала, 3 августа, в дни парламентских каникул, Макдональд, до этого не трезвевший неделями, тайком ушёл из дома в Ривьер-дю-Лу и пропал на два дня. В прессе высказывались предположения о самоубийстве, но в действительности Макдональд всего лишь беспробудно пил эти дни в доме друга.
Премьер-министру не помогли ни симпатии нового генерал-губернатора лорда Дафферина, которого связывали с ним дружеские отношения, ни коронная комиссия по расследованию обвинений в незаконном получении и использовании средств в ходе предвыборной кампании, составленная из его однопартийцев и личных друзей. Благодаря действиям спикера парламента консерваторам удалось добиться отсрочки начала очередной сессии на 10 недель. Однако уже́ в письме от 14 октября 1873 года Дафферин дал Макдональду понять, что дни его правительства подходят к концу.
В первые несколько дней сессии премьер-министр отмалчивался, опасаясь, что у оппозиции есть дополнительные документы, которые ухудшат его положение. Лишь после нескольких дней выступлений либералов он уверился, что эти опасения беспочвенны, и 3 ноября наконец взял слово. В ходе пятичасового выступления коллега по кабинету подавал ему стаканы с чистым джином, на глаз неотличимым от воды, но алкоголь оказал на ораторские способности премьера положительное, а не отрицательное воздействие. В своей речи он атаковал своих критиков, обличая их собственную нечистоплотность в отношениях с американцами и в способах получения компрометирующих материалов. Он также доказывал, что кандидатура Аллана на пост руководителя проекта была наилучшей, что американские пайщики были уже исключены и что сам он не использовал пожертвований Алана в своей предвыборной кампании. Речь признали блестящей даже противники Макдональда, но на исходе дела это никак не сказалось. Премьеру отказали в поддержке независимые депутаты и даже часть представителей собственной партии (в том числе его бывший личный посланник в Манитобе Дональд Смит). Сэр Джон подал в отставку, не дожидаясь голосования по вотуму недоверия. Новым премьер-министром был назначен лидер либеральной партии Александр Маккензи.

## Оппозиция Александру Маккензи

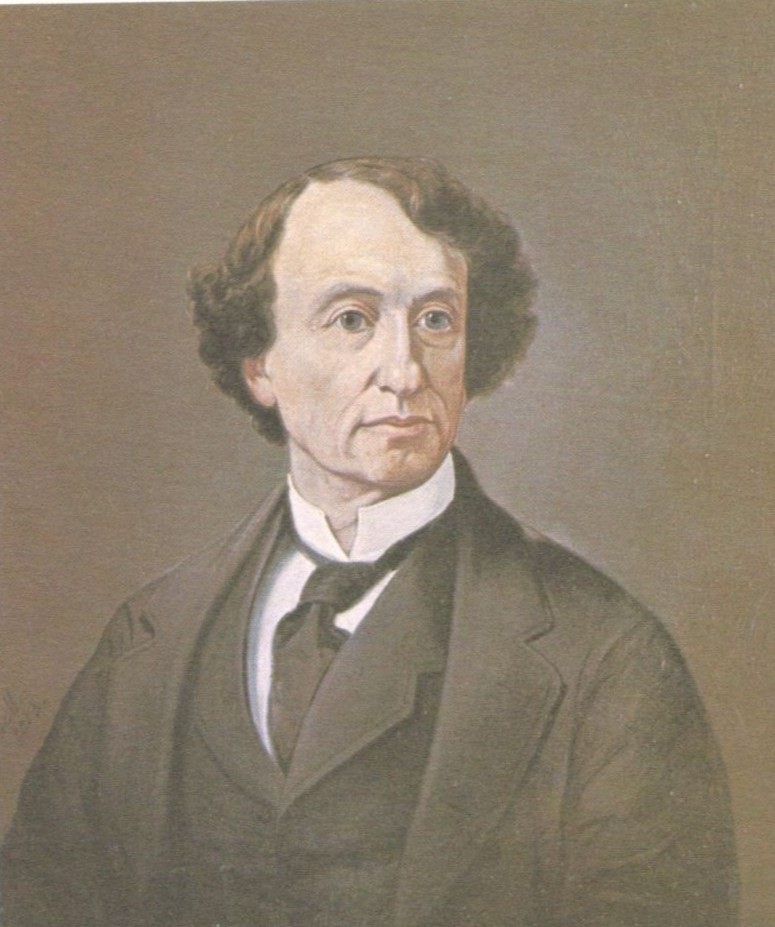
Д. К. Белл. Портрет сэра Джона А. Макдональда (1873)

На последовавших в январе 1874 года внеочередных выборах партия Макдональда потерпела тяжёлое поражение: либералы получили 138 мест в парламенте против 67 у консерваторов. Помимо обвинений в коррупции, неудаче способствовал имидж Макдональда как горького пьяницы; по собственным словам, в ходе переговоров с Алланом он бывал настолько пьян, что даже не мог впоследствии вспомнить их содержание. Тем не менее бывший премьер победил в своём округе, хотя и с разницей всего в 37 голосов. Его соперник обратился в суд, обвинив Макдональда в подкупе избирателей. Известный либеральными взглядами судья предпочёл не возлагать напрямую на Макдональда вину в подкупе, но объявил об аннулировании результата выборов в округе. На повторных выборах сэр Джон снова победил, но уже с разницей в 17 голосов. В этих условиях он снова предлагал сложить с себя полномочия главы партии, но другие лидеры консерваторов отвергли эти предложения. Когда Александр Галт попробовал выдвинуть свою кандидатуру на пост партийного лидера, его мало кто поддержал. После этого Макдональд формально назначил своим преемником Таппера.
Во время сессий 1874 и 1875 годов политическая активность бывшего премьера была сведена к минимуму. Сэр Джон провозгласил, что ни он, ни консервативная партия «не будут противостоять мерам, предпринимаемым в интересах нации, только во имя противостояния». Фактическим лидером партии в парламенте был Чарльз Таппер. Макдональд всё ещё много пил, но стал больше читать и вернулся к активной адвокатской практике, перенеся свой офис в Торонто, куда переехал его основной клиент — кингстонская Trust and Loan Company; туда же он перевёз семью. Младшим партнёром в его фирме некоторое время был его сын Хью.
Бывший премьер действительно сумел наладить конструктивное взаимодействие с правительством и способствовать проведению ряда реформ судебной системы (в том числе принятию Акта о неплатёжеспособности). Однако он оставался принципиальным критиком либералов в вопросах экономики: начавшийся в 1874 году экономический кризис давал консерваторам повод объявить правительство неэффективным. Когда Джорджу Брауну удалось достичь предварительных договорённостей с США о постепенном снижении взаимных таможенных пошлин, Макдональд и его фракция почти не критиковали эти соглашения (предоставив это внутрипартийной реформистской оппозиции), однако в итоге их отклонил американский Сенат. После этого, в 1876 году, консерваторы начали кампанию в защиту канадских производителей и против политики свободного рынка, которую проводили либералы. Макдональд доказывал, что принципы свободного рынка ставят Канаду, с её относительно неразвитой экономикой, в неравное положение с США, которые со своей стороны уже ввели протекционистские меры. По его словам, правительство в этой ситуации было обязано поддержать развитие национальной промышленности и технологий. Этому подходу консервативная пропаганда дала название «Национальная политика».
Экономический кризис и агитация, развёрнутая консерваторами, начали приносить свои плоды уже в 1874 и 1875 годах, когда они выиграли серию довыборов, сократив либеральное большинство в парламенте с 70 мест до 42. Летом 1876 года Макдональд начал турне по Онтарио под лозунгом «Канада для канадцев», на каждой остановке организуя митинги, совмещённые с пикниками. В следующем году он стал первым партийным лидером Канады, который в своей предвыборной кампании выбрался за пределы собственной провинции — в расписание его поездок вошли населённые пункты Квебека. В англоязычных общинах экс-премьер выступал сам, а во франкоязычных — бывшие министры его кабинета из Квебека. В это время он почти перестал пить. Многие в Канаде ожидали, что выборы состоятся уже в 1877 году, но этот год ведущие партии потратили на подготовку к ним. Если либералы в своей пропаганде апеллировали к таким знаменитым теоретикам свободного рынка, как Адам Смит, Давид Рикардо и Джон Стюарт Милл, то консерваторы обращались к рядовым гражданам, говоря с ними на понятном им языке. К выборам консервативная партия подошла крайне ответственно, в каждом округе выставив только одного кандидата (в прошлом бывало, что кандидаты от одного лагеря отбивали голоса друг у друга).

## Премьерство 1878—1891 годов

### Национальная политика

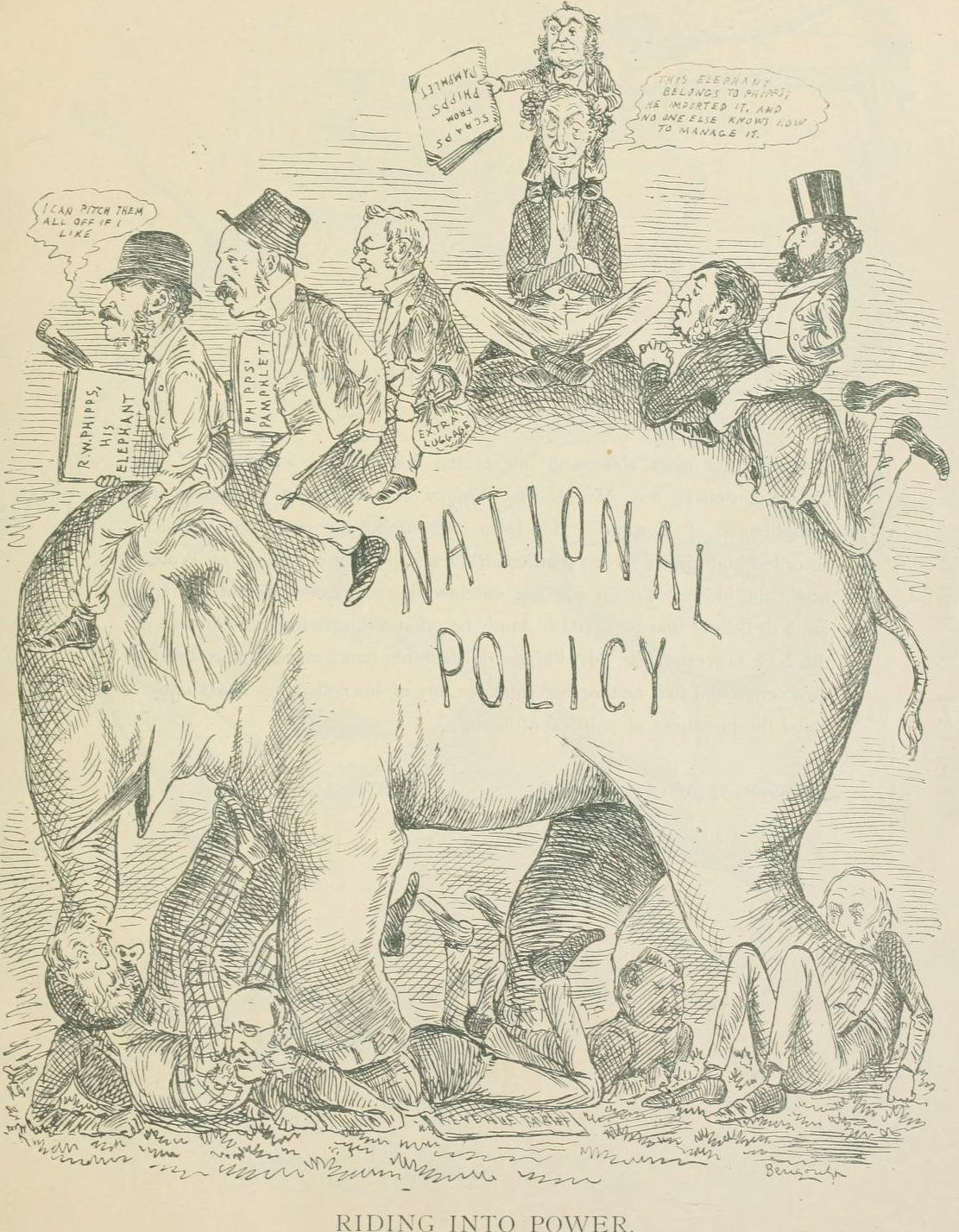
Макдональд въезжает во власть на Национальной политике, карикатура в газете Grip, 1878 год

Против либералов на выборах 1878 года было не только тяжёлое экономическое положение, но и их попытки ввести в Канаде сухой закон: по словам либерального политика Ричарда Картрайта, каждая таверна в Канаде в день выборов 17 сентября 1878 года превратилась в штаб Консервативной партии. Кроме того, введение тайного голосования позволило избирателям голосовать не за более «чистых», а за более удобных кандидатов. Консерваторы взяли верх над либералами не только в Квебеке и на западе, но и в сельских округах Онтарио, собрав 3/4 мандатов от этой провинции. При этом сам сэр Джон неожиданно впервые за 34 года потерпел поражение в своём родном округе в Кингстоне. Чтобы снова занять кресло премьер-министра, ему пришлось организовать довыборы в новом округе, получив депутатский мандат от Виктории в Британской Колумбии. Солидная добавка к семейному бюджету в виде зарплаты премьер-министра позволила вернувшейся в Оттаву семье снять у богатого лесопромышленника особняк, известный как «Стадакона-холл».
В новом консервативном правительстве собрались в основном министры из прежнего кабинета Макдональда. За собой он сохранил, помимо премьерского поста, также портфель министра внутренних дел, предполагавший, среди прочего, контроль за развитием западных регионов. Одной из первых мер нового правительства стало нача́ло формирования постоянных вооружённых сил доминиона.
Первоочередной задачей кабинета, однако, стало выполнение предвыборных лозунгов — введение таможенных тарифов, защищающих местного производителя. Разработка системы тарифов, варьировавших от нуля (на товары, не производимые в Канаде) до более чем 30 % (на полные аналоги канадской продукции), заняла несколько месяцев, но в дальнейшем эта система проявила себя столь надёжно, что долгие годы нуждалась только в косметических поправках. В среднем таможенные тарифы выросли вдвое (хотя всё ещё оставались намного более низкими, чем аналогичные американские) и способствовали более быстрому росту производства в Канаде. Положительный эффект таможенной реформы на экономику был во многом связан и с фактором, напрямую от правительства никак не зависящим — в 1879 году во всём мире подошла к концу Долгая депрессия. Прогресс канадской экономики в эти годы был настолько явным, что даже убеждённые либералы стали включать протекционистские идеи в свою программу. Тарифы регулярно пересматривались правительством Макдональда в сотрудничестве с ведущими канадскими производителями, продолжая составлять основу Национальной политики.
В 1879 году Макдональд первым из постоянных жителей колоний стал членом Тайного совета королевы. Вскоре после этого в рамках курса на усиление автономии Канады от метрополии был учреждён пост верховного комиссара Канады в Великобритании. Таким образом Канада, также первой из колоний, получила фактического полномочного посла в Великобритании. В 1882 году аналогичная должность была учреждена для канадского представителя во Франции.

### Начало строительства Тихоокеанской дороги
В марте 1880 года после очередной болезни премьер-министр объявил коллегам по правительству о твёрдом намерении уйти на покой, однако они решительно этому воспротивились, указывая, что целый ряд планов кабинета ещё не был воплощён в жизнь. Макдональд уступил настояниям своих министров и остался во главе правительства.
Вскоре наконец началось воплощение планов по строительству Тихоокеанской железной дороги. Канадская делегация в Англии, кроме самого Макдональда включавшая министров железнодорожного сообщения и сельского хозяйства, утвердила контракт на строительство дороги с Джорджем Стефеном. Синдикат Стефена в рамках договора получал государственную субсидию в размере 25 млн долларов и земли общей площадью 25 миллионов акров (10 млн га). Кроме того, синдикат получил от Канады многочисленные налоговые льготы и 20-летнюю монополию на строительство железнодорожных веток на юг от основной линии (в итоге отменённую уже в 1888 году). По оценке, сделанной в газете Ottawa Free Press вскоре после заключения контракта, общая стоимость подарков, полученных Стефеном и компаньонами от государства, составляла 261 миллион долларов. В обмен Канада получила обязательство, что за 10 лет будут построены оставшиеся 1900 миль железнодорожных путей — в том числе через отличающееся суровыми условиями плато к северу от озера Верхнего и два горных хребта в Британской Колумбии. На синдикат возлагались и обязательства по развитию гражданской инфраструктуры вдоль маршрута дороги. Несмотря на огромные затраты для казны и кампанию, развёрнутую оппозицией в парламенте и прессе, канадские законодатели в начале 1831 года утвердили проект.
Синдикат взялся за дело очень энергично, уже к концу 1883 года завершив строительство среднего отрезка дороги — от Виннипега на востоке до Скалистых гор на западе. Маршрут был приближен к американской границе, чтобы использовать плодородные земли прерий в этом регионе; одновременно этот обессмыслило планы американских конкурентов по постройке веток от Северной тихоокеанской дороги в Канаду — в них отпала надобность. Виннипег, основной транспортный узел строительства, стремительно развивался, в нём был основан свой университет и открывались новые газеты. Был также дан толчок развитию Реджайны — новой столицы Саскачеванского округа, сменившей в этой роли более северный Батлфорд.
В 1882 году канадские консерваторы пошли на федеральные выборы на пике экономического бума и достаточно уверенно победили, в том числе и в Онтарио, где взяли 55 из 92 мандатов. На результат повлиял также джерримендеринг, осуществлённый правительством, которое перекроило избирательную карту, чтобы создать своим кандидатам режим наибольшего благоприятствования. Сэр Джон, впрочем, саркастично указывал, что перекройку избирательных округов, устроенную консерваторами, называли «джерримендерингом», а аналогичные действия провинциального либерального правительства Онтарио тремя годами раньше — «реорганизацией». Сам Макдональд баллотировался в местах своего детства — в графстве Леннокс, но его победа была аннулирована по техническим причинам, и в итоге премьер представлял в парламенте округ Карлтон, расположенный рядом со столицей.

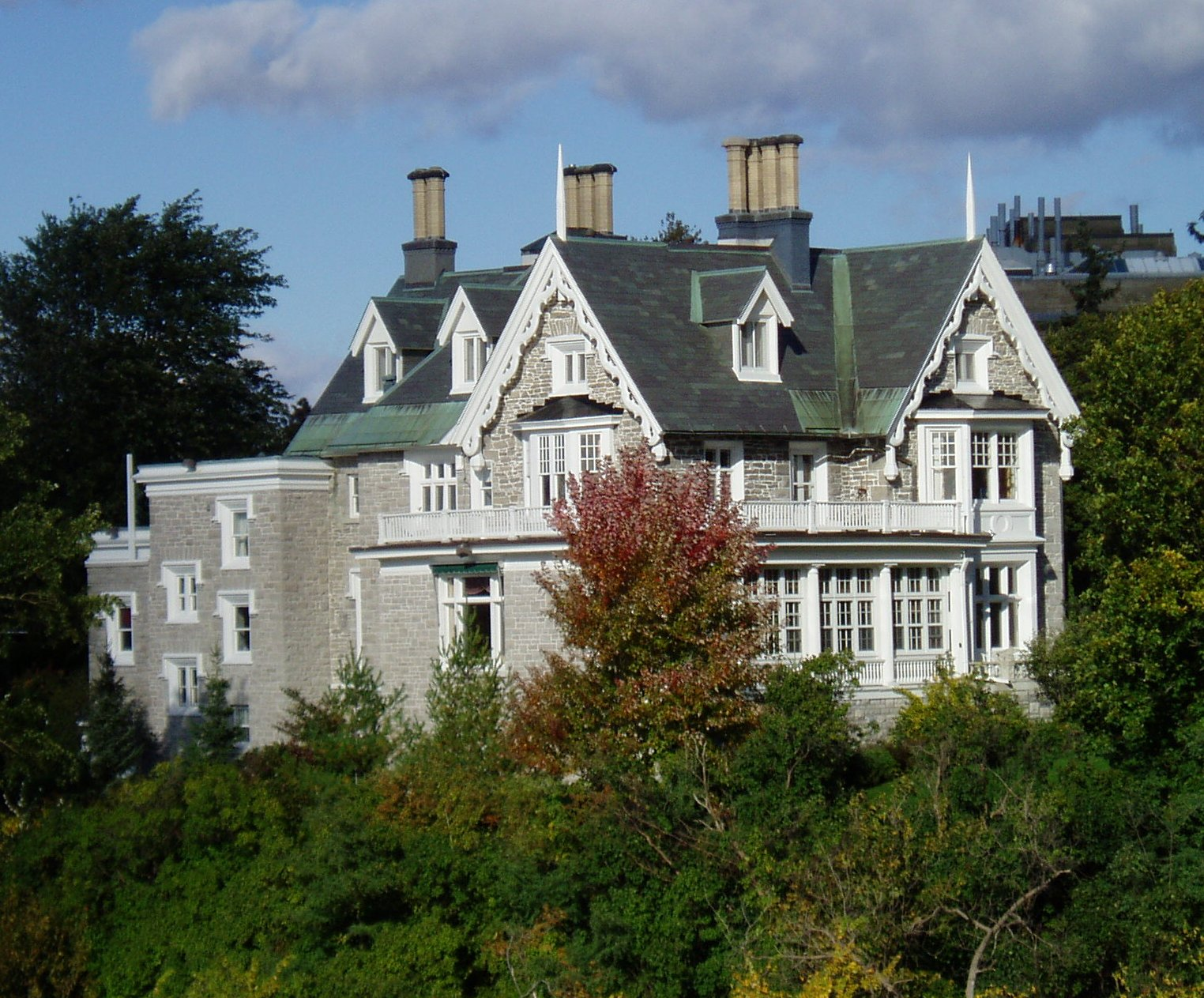
В начале XXI века усадьба Эрнсклифф служит резиденцией Верховного комиссара Великобритании в Канаде

Экономический расцвет страны непосредственно отразился и на состоянии премьер-министра: зарплата Макдональда в начале 1880-х годов была повышена до 8000 долларов. После этого он впервые приобрёл в собственность дом — трёхэтажный особняк на тогдашней восточной окраине Оттавы, получивший название Эрнсклифф (с шотландского — «Орлиное гнездо»). Общая стоимость покупки и дальнейших улучшений составила более 17 тысяч долларов. В ноябре 1884 года сэр Джон был произведён в рыцари Большого креста ордена Бани.

### Экономический и политический кризис середины 1880-х годов
К этому моменту, однако, в канадской политике ситуация уже складывалась не в пользу премьер-министра. К концу 1883 года возобновилась Долгая депрессия, особенно отрицательно отразившаяся на экономике Канады. Сильней всего пострадала Северо-Западная территория, оседлое население которой во многом зависело от сельского хозяйства и (в случае метисов) охоты на бизонов. Гигантские бизоньи стада прошлого исчезли из прерий, а цена на зерно упала с 1,21 доллара США за бушель в 1880 году до 81 цента восемью годами позже. По немногочисленным фермерам, обживавшим прерии, тяжело ударили также ранние заморозки, погубившие урожай в сентябре 1883 года.
С тяжёлыми финансовыми проблемами одновременно столкнулась Канадская тихоокеанская дорога: рекордные темпы строительства привели к тому, что заложенного бюджета не хватило, и компания оказалась на грани банкротства. Выплата жалованья рабочим стала нерегулярной, и синдикат обратился к правительству с просьбой о субсидиях. Вначале кабинет Макдональда согласился выплатить акционерам 60 % причитавшихся им дивидендов, а затем, в начале 1884 года, провёл через парламент дополнительную ссуду в размере 22,5 млн долларов в обмен на обещание завершить строительство к 1886 году.
Всё более проблематичным становилось и положение коренных народов Северо-Западной территории. Исчезновение бизонов разрушило традиционную культуру равнинных индейцев, которых они обеспечивали мясом, шкурами и материалом для изделий из кости. Правительство Канады, в котором Макдональд, помимо поста премьер-министра, занимал также должность суперинтенданта по индейским делам, стало в массовом порядке направлять индейцев в резервации. Там им предлагалось отныне заниматься сельским хозяйством, что было катастрофой для традиционного уклада жизни обитателей прерий. Вскоре они оказались на грани голодной смерти — их число в первой половине 1880-х годов сократилось с 32 до 20 тысяч человек. В этих условиях их перемещение в резервации вкупе со временным обеспечением продовольствием выглядело единственно возможным решением. Обращаясь к парламенту, Макдональд подчёркивал: «мы не можем с чистой совестью морить их голодом». Оппозиционные либеральные политики, однако, выступали против снабжения индейцев продуктами, жалуясь на нагрузку для бюджета и выражая опасения, что индейцы навсегда останутся зависимыми от правительственной помощи. Последнее опасение разделяли и консерваторы, поэтому продовольственные поставки оставалось скудным и нерегулярным, порой вызывая голодные бунты.

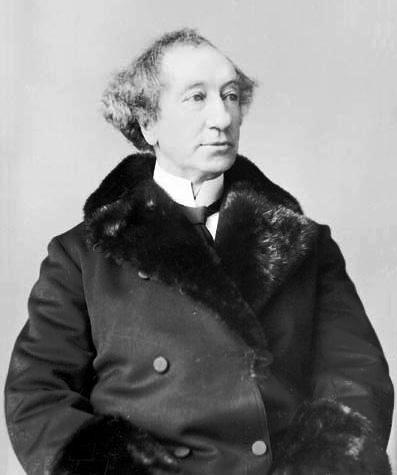
Макдональд в 1883 году

Современные историки отрицательно оценивают роль консервативного кабинета Макдональда в истории вытеснения канадских индейцев в резервации (в том числе с целью освободить земли для строительства трансконтинентальной железной дороги) и создании системы интернатов для индейских детей, в следующем веке получившей печальную известность. В то же время именно Макдональд стал инициатором распространения активного избирательного права на индейцев на общих для всех подданных британской короны основаниях. Этот законопроект он внёс в парламент в марте 1885 года. Премьер призывал не отказывать коренным жителям страны в тех правах, которые автоматически получали в своё время беглые рабы, прибывающие из США с «Подпольной железной дорогой». При этом индейцы, получавшие право голоса, сохраняли одновременно и права, которыми их наделяли ранее подписанные договоры племён с федеральным правительством или Индейский закон 1876 года. Таким образом закон фактически предоставлял индейцам больше прав, чем гражданам европейского происхождения. Парламент расценил этот билль как слишком радикальный, и в него были внесены поправки — введён имущественный ценз и исключены «неблагонадёжные» народы западных территорий. Однако даже это ограниченное избирательное право было у канадских индейцев отнято после смерти Макдональда, в 1898 году.
Парламент полностью отверг ещё один пункт того же законопроекта — о предоставлении избирательных прав женщинам. Против идеи дать их хотя бы девицам и вдовам и тоже с учётом имущественного ценза выступила не только оппозиция, решившая, что премьер просто ищет новые голоса к выборам, но и квебекские консерваторы. Даже собственная жена не понимала, зачем он хочет дать право голоса «этим глупым женщинам». Обнаружив, что даже в собственной фракции его готовы поддержать только четыре депутата, сэр Джон убрал спорный пункт из законопроекта. В итоге женщины в Канаде получили избирательные права только в 1918 году.
Кризисом в метисской общине воспользовался лидер восстания 1869 года — Луи Риэль, проживавший в это время в Монтане. Призвать его в Канаду была отправлена делегация франко- и англоговорящих метисов, и он принёс с собой мессианские идеи. Теперь в его представлении метисы стали новым богоизбранным народом, преемником ветхозаветных израильтян, и метисская версия католицизма должна была сменить римскую церковь . Планы Риэля включали основание автономного метисского государства на одной седьмой части Северо-Западной территории. Правительство Макдональда соглашалось удовлетворить те требования метисов, которые не шли вразрез с достигнутыми ранее соглашениями (в частности, на выделение личных участков земли площадью по 240 акров), но игнорировало требования об автономии. Премьер-министр принял решение о создании комиссии по делам метисов, но затянул с назначением её членов, и к работе они приступили нескоро. Кроме того, все действия правительства совершались в обход Риэля, что усиливало его недоверие по отношению к Оттаве.
В марте 1885 года брожение среди метисов Северо-Западной территории переросло во второе восстание Луи Риэля. В кровавом столкновении погибли 12 военнослужащих и пятеро метисов. Одновременно на тропу войны выступила часть молодых воинов из племён равнинных кри. В деревне Фрог-Лейк кри из племени Большого Медведя, несмотря на призывы вождя остановиться, вы́резали почти всё гражданское мужское население. В форте Питт воины из племени Паундмейкера дали уйти гарнизону, но взяли в заложники местных жителей. В ответ были спешно собраны и переброшены по недостроенной Тихоокеанской дороге войска под командованием Фредерика Миддлтона. Переброска заняла девять дней, на недостроенных участках солдат перевозили на собачьих упряжках, строительная компания обеспечивала их горячей пищей. В первой половине мая состоялось генеральное сражение, в котором истратившие боеприпасы метисы были рассеяны, а Риэль схвачен.
Суд присяжных в Реджайне приговорил Риэля к смерти за государственную измену. Макдональд направил троих врачей для проверки вменяемости подсудимого и получил ответ, что тот осознавал смысл своих действий. Несмотря на это как в Квебеке, так и в Онтарио до последнего момента ожидали, что премьер-министр, чьё большинство в парламенте зависело от поддержки консервативных франкоязычных католиков, смягчит приговор или даже устроит подсудимому побег. Однако 15 ноября Риэль был повешен. В итоге в Квебеке широко распространилось мнение, что нежелание Макдональда помиловать Риэля было связано именно с тем, что тот был франкофоном. Со временем вокруг лидера метисов сформировался ореол невинного мученика. Исход процесса, возмутивший франкоканадцев, усугубил противоречия между ними и англоязычным большинством, которые сохранялись и много лет спустя.
Суды над индейцами, параллельные процессу Риэля или следовавшие за ним, окончились восемью смертными приговорами и публичной казнью приговорённых в присутствии их соплеменников. Нескольких вождей приговорили к тюремному заключению. После подавления восстания правительство пошло на улучшение снабжения племён продовольствием, но отношение белых канадцев к индейцам резко ухудшилось, что впоследствии отразилось в местном и федеральном законодательстве. Макдональд, вскоре после восстания отказавшийся от портфеля министра по делам индейцев, после этого в основном не препятствовал таким дискриминационным инициативам. Более того, ещё в его бытность министром была введена противоречащая индейским договорам дискриминационная система пропусков, без которых индейцы прерий не имели права покидать территорию резерваций.
В этот же период Макдональд потерпел важное поражение в противостоянии с провинциями, когда политики Онтарио (в частности Оливер Моуат) успешно оспорили в суде ряд полномочий федерального центра в пользу провинциальных властей. Если в первые дни Конфедерации федеральное правительство периодически пользовалось правом отменять проводимые в провинциях законы, к концу века такая практика была сведена на нет. Расширению свобод провинций способствовала позиция британских лордов, входивших в Юридический комитет тайного совета. К началу 1880-х годов этот комитет представлял собой высшую судебную инстанцию Канады, имевшую право отмены решений Верховного суда. Если сам Макдональд закладывал в конституцию Канады идеи сильного федерального центра, то члены Юридического комитета рассматривали Канаду как конфедерацию, механическое объединение суверенных государств, и соответственно считали правильным защищать их права.

### Последние годы жизни

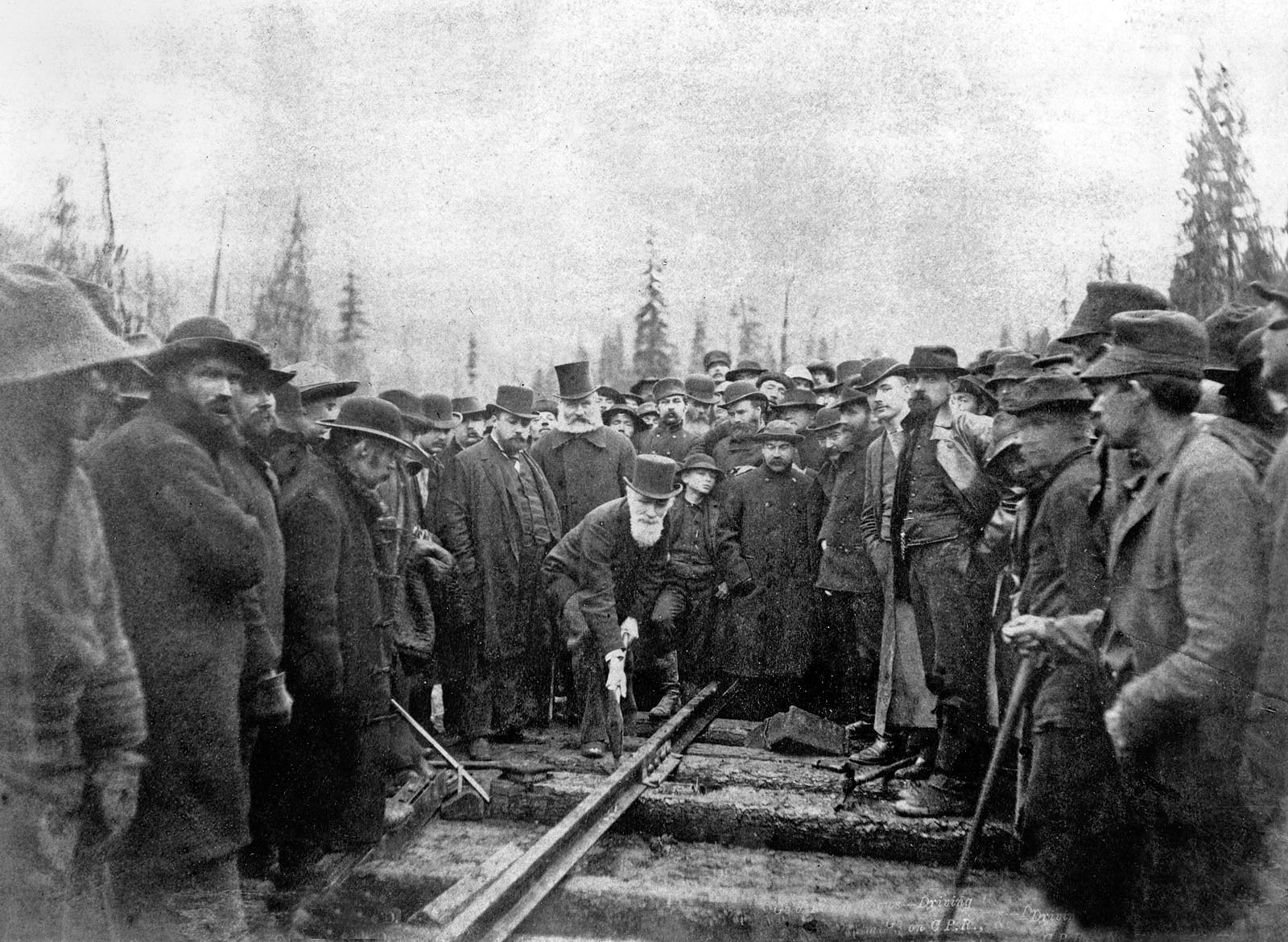
Дональд Смит вбивает последний гвоздь в полотно Тихоокеанской железной дороги

В выигрыше от мятежа на Северо-Западной территории оказалась главным образом Тихоокеанская железная дорога, перед его началом находившаяся на грани банкротства. За оперативную доставку войск синдикат выставил правительству счёт на сумму 850 тысяч долларов, который был полностью оплачен. Эта операция также улучшила отношение к проекту канадского общества. Компания намного легче получила новый кредит, и 7 ноября 1885 года состоялась церемония соединения путей в Крейгеллахи (Британская Колумбия). Сэр Джон по этому случаю заявил: «Нас сделала одним народом дорога». Уже в декабре его жена совершила показательную поездку на специальном составе из Оттавы до Скалистых гор и обратно, а в июле 1886 года супруги Макдональд проделали поездом весь путь до крайней западной точки Тихоокеанской дороги — Порт-Муди в Британской Колумбии.
За годы строительства трансконтинентальной дороги синдикат Стефена ввёз в Канаду множество неквалифицированных рабочих из Китая — в первую очередь для прокладки полотна через незаселённые Скалистые горы. Большинство из примерно 17 тысяч рабочих приехали на временные заработки, но, работая за гроши, они отрицательно влияли на уровень заработной платы, что беспокоило канадские рабочие союзы. Начиная с 1878 года в парламенте регулярно предлагались резолюции об ограничении или полном запрете въезда в страну из Китая, но все они были отвергнуты, в том числе благодаря позиции премьер-министра: Макдональд был убеждён, что без китайских рабочих Тихоокеанскую дорогу не удастся закончить. После окончания строительства, однако, правительство приняло решение не давать избирательных прав «лицам монгольской или китайской расы». В качестве формального основания было выдвинуто утверждение, что у таких лиц не было «британских инстинктов, британских чувств или стремлений». Таким образом, права голоса были лишены осевшие в Канаде 15 тысяч китайских рабочих. С 1885 года был также введён подушный налог на иммиграцию из Китая: с каждого въезжавшего китайца отныне взимались 50 долларов.
Усиление рабочих союзов заставило премьер-министра в конце 1886 года учредить коронную комиссию по отношениям рабочей силы и капитала. Почти половину её членов (7 из 15) он назначил из числа рабочих, что было передовым для того времени шагом. Выводы комиссии о положении рабочих в Канаде, представленные в отчёте 1889 года, были крайне неутешительными, и она дала многочисленные рекомендации по его улучшению. Их постепенная реализация началась на следующий год — была усилена защита прав рабочих на забастовку и внесена поправка в уголовный кодекс, защищающая работниц от сексуальных домогательств со стороны начальства.
После окончания постройки трансконтинентальной железной дороги и утверждения парламентом закона 1885 года об избирательном праве Макдональд несколько раз заявлял, что достиг своих целей в жизни и готов уйти на покой. Однако по действовавшим законам бывшие министры не имели права на государственную пенсию, и уход с поста означал бы для постоянно стеснённого в средствах сэра Джона потерю основного источника дохода. Кроме того, к 1887 году консерваторы успели проиграть провинциальные выборы в Квебеке и Онтарио, в Манитобе набирали влияние либералы, а в Новой Шотландии — сепаратисты. Угроза потери большинства на федеральных выборах заставила Макдональда активизировать работу с избирателями. Он также ввёл в правительственный кабинет нескольких молодых перспективных политиков. Эти шаги принесли свои плоды. В феврале 1887 года Консервативная партия выиграла федеральные выборы, получив большинство мандатов даже в Квебеке, несмотря на возмутившую франкоканадцев казнь Риэля. В Новой Шотландии верные Макдональду кандидаты получили 14 мандатов против семи у кандидатов-антифедералистов. В общей сложности его большинство составило 35 мандатов. Сам премьер, впрочем, одержал победу в Кингстоне лишь с большим трудом.

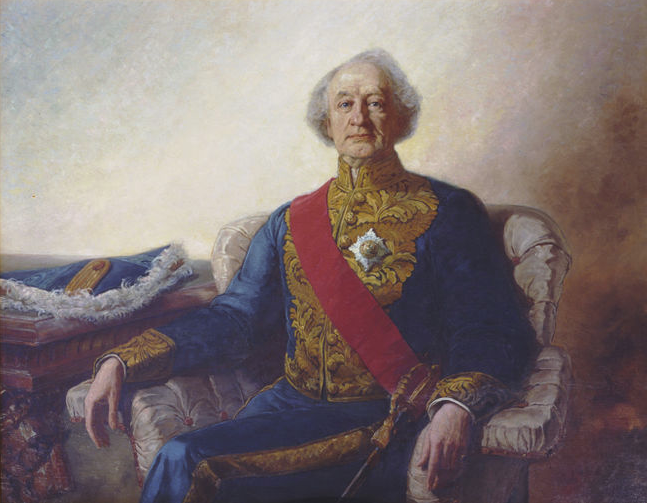
Г. Сэндхем. Джон А. Макдональд (1889)

Третий подряд срок Макдональда на посту премьер-министра также оказался трудным. Борьба между центром и провинциями продолжалась и после выборов. В октябре 1887 года пять из семи премьеров провинций (четверо из них либералы) собрались на конференцию. В её резолюциях содержались требования отказа федерального правительства от права отменять провинциальные законы, реформы Сената, финансовых льгот для провинций. Макдональду, однако, удалось добиться отказа от участия в конференции двух премьеров-консерваторов (из Британской Колумбии и Острова Принца Эдуарда) и представителей федеральной Либеральной партии. Это позволило правительству отнестись к выдвинутым её участниками требованиям как к неофициальным.
В конце 1880-х враждебность между жителями англоязычных провинций и франкоканадцами усилилась настолько, что реальной стала опасность отмены официального билингвизма как минимум в западных провинциях. Эту идею поддерживали не только либералы Онтарио, традиционно враждебные по отношению к Квебеку, но и часть консерваторов. Премьер-министр, в парламенте зависевший как от онтарийских оранжистов, так и от консерваторов Квебека, был вынужден лавировать между этими двумя силами. В итоге ему удалось убедить парламент в том, что дискриминационная политика по отношению к франкофонам противоречит наследию лоялистов, за сто лет до этого закрепивших в законах Верхней Канады необходимость перевода официальных документов на французский язык. Большинством голосов законопроект об отмене билингвизма на Северо-Западных территориях был отвергнут. После смерти Макдональда, однако, процесс возобновился и в ряде провинций и территорий французский язык утратил официальный статус.
В 1886 году, когда вышел срок действия лицензий на рыбную ловлю в канадских территориальных водах, канадцы задержали в них несколько американских шхун, ведших браконьерскую ловлю, тем самым вызвав дипломатический конфликт и ещё один раунд переговоров в Вашингтоне. Между тем идея беспошлинной торговли с США набирала популярность. Формально отвергая идею политического объединения, либералы выступали за таможенный союз, который откроет канадским товарам большой рынок сбыта к югу от границы. Без такого союза американские таможенные пошлины, к 1890 году поднятые в среднем до 48 %, делали торговлю практически невозможной. Консерваторы, однако, считали, что молодая промышленность Канады не выдержит конкуренции с более развитым хозяйством США и таможенный союз обернётся аннексией. На одном из митингов премьер-министр, объясняя этот факт, заявил: «Британским подданным я родился — британским подданным я и умру». Кабинет Макдональда был готов обсуждать отмену или взаимное снижение пошлин только на «природные продукты» — лес, рыбу, зерно и другие продукты питания. Эта позиция устраивала фермеров Онтарио, большинство которых были сторонниками Консервативной партии.
В преддверии выборов 1891 года стало известно, что некоторые из идеологов Либеральной партии вели секретные переговоры с американскими политиками. В попавших в печать отрывках меморандума от издателя Globe Фаррера тот давал советы американской стороне о том, как усилить экономическое и политическое давление на правительство Канады. Это позволило Макдональду обвинить либералов в измене и заставить их защищаться. На выборах 5 марта консерваторы снова одержали победу, хотя и потеряли часть мандатов в сельских районах Онтарио и ещё несколько — в Квебеке (где за них всё же проголосовало больше жителей, чем за оппозицию). В то же время партия Макдональда увеличила своё представительство среди депутатов от западных и атлантических провинций. В частности, депутатом от Манитобы стал его сын Джон Хью. Сам премьер набрал в своём кингстонском округе больше голосов, чем когда-либо в карьере.

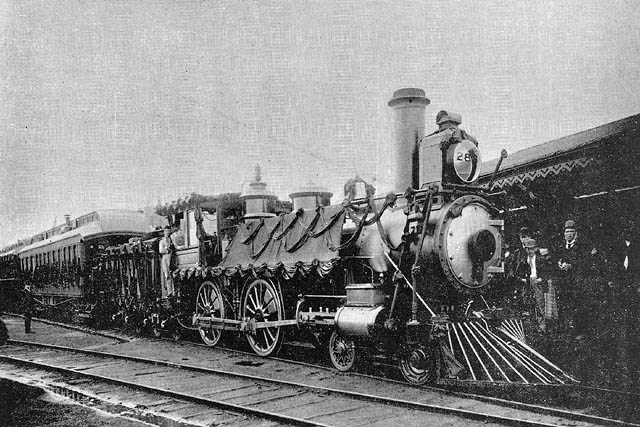
Поезд с телом Джона А. Макдональда

Уже во время избирательной кампании Макдональд слёг в постель, проведя несколько дней в доме зятя в Кингстоне. Он медленно шёл на поправку в первые дни после победы на выборах, но затем состояние его здоровья снова ухудшилось. 12 мая у него случился инсульт. Премьеру удалось оправиться от его последствий достаточно, чтобы окончить сессию парламента 22 мая, но через несколько дней у него временно отнялась левая нога. Третий инсульт, 28 мая, вызвал паралич всей правой половины тела и почти лишил сэра Джона способности говорить. Смерть наступила 6 июня вскоре после 10 часов утра. Гроб с телом премьер-министра был на два с половиной дня выставлен в зале заседаний Палаты общин, где только за последний день его посетили 20 тысяч человек. Затем гроб был отправлен поездом в Кингстон, где покойный был предан земле на кладбище Катараки, рядом с могилами родителей, сестёр и старшего сына. Несмотря на настояния членов правительства, генерал-губернатор лорд Стэнли назначил нового премьер-министра Канады только после того, как состоялись похороны. Семье после смерти премьер-министра достались усадьба Эрнсклифф и сбережения в размере 80 тысяч долларов.
Гед Мартин пишет, что смерть премьер-министра, возможно, предотвратила новую потерю власти консерваторами по причинам, схожим с Тихоокеанским скандалом. Незадолго до этого вскрылась афера с участием депутата-консерватора, получившего через фиктивную компанию контракт на строительство в Кингстоне сухого дока, и министра общественных работ Ланжевена. Мартин убеждён, что премьер, представлявший в парламенте Кингстон, не мог не быть в курсе происходящего. Расследование, известное как «Банкрофтовский скандал» (по фамилии подставного лица, на которое был оформлен подряд), могло покончить с политической карьерой Макдональда вторично, если бы не его смерть.

## Семья

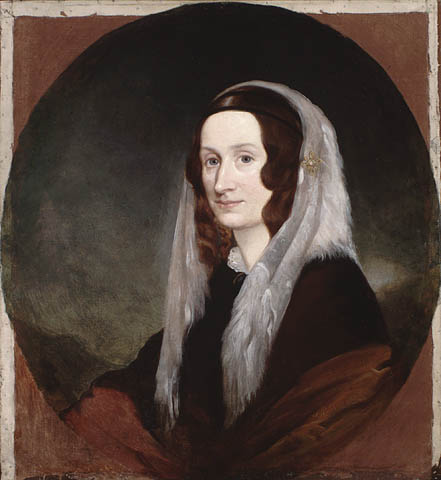
Изабелла Кларк (1828)

За свою жизнь Джон А. Макдональд был дважды женат. В этих браках родились трое детей — двое сыновей в первом и дочь во втором. Семейная жизнь была омрачена долгой болезнью и ранней смертью первой жены, смертью первого сына и врождённой инвалидностью дочери.
- Первая жена Макдональда, Изабелла (в девичестве Кларк) (1809—1857), была старше его: ко времени свадьбы ему было 28 лет, а Изабелле — 33[234]. Патрисия Финикс предполагает, что одним из факторов, убедивших Макдональда вступить в брак, был социальный статус женатого человека, важный для начинающего политика[235]. Изабелла отличалась слабым здоровьем и большую часть времени их брака провела в постели. Тем не менее она родила двух сыновей, что ставит в тупик современных исследователей: известные диагнозы не сочетают серьёзного ухудшения общего физического состояния с сохранением нормального менструального цикла и способности к деторождению. Среди возможных причин слабости Изабеллы называют, таким образом, само пребывание в постели и вызванную этим атрофию мышц, а также возникшую опиоидную зависимость. Также высказывались мнения, что она страдала туберкулёзом лёгких, осложнённой мигренью и истерическим расстройством личности[236] либо невралгией тройничного нерва[237].
  - Первенец Джона и Изабеллы, Джон Александр — младший, родился в Нью-Йорке в августе 1847 года. Поскольку его мать уже была больна (сама поездка в США была связана с попытками лечения[238]), роды проходили тяжело и стали одними из первых, при которых была применена анестезия (дававшаяся время от времени, чтобы облегчить страдания роженицы). Несмотря на это, мальчик родился здоровым. Родители обожали Джона-младшего и окружили его заботой и вниманием, но в сентябре 1848 года он внезапно умер. Причина смерти до конца неясна — одни газеты писали о случайном падении, другие о «конвульсиях»; Мартин высказывает предположение, что мальчик мог упасть с кровати матери, на которой любил играть, и удариться головой[239].

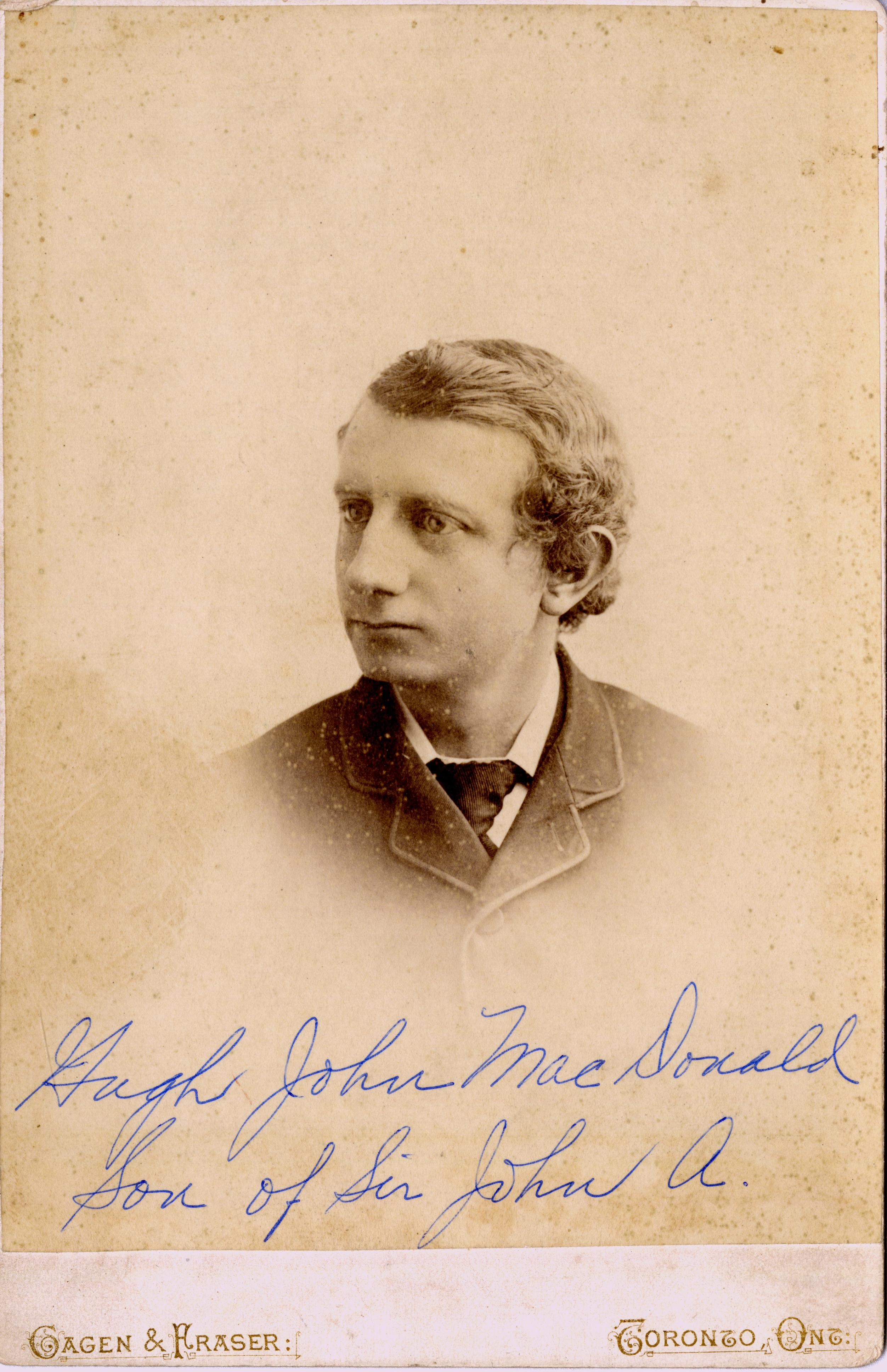
Хью Джон Макдональд (1885)

- Второй сын Макдональда от первого брака, Хью Джон (1850—1929), после ранней смерти матери довольно быстро отдалился от отца, для которого долго оставался в тени рано умершего старшего брата. В детстве он проживал отдельно от отца, в доме тётки в Кингстоне. Макдональд планировал, что его сын станет юристом, хотя тот мечтал о военной карьере. Хью участвовал добровольцем в походе на Северо-Западную территорию в 1870 году, но по возвращении отец устроил его стажёром в адвокатскую контору Роберта Гаррисона. В середине 1870-х годов, будучи партнёром в отцовской адвокатской фирме, Хью женился на католичке Джин Кинг, хотя из-за протестов Агнес сэр Джон не дал отцовского благословения на этот брак. Отношения между отцом и сыном позже снова потеплели благодаря любви премьер-министра к дочери Хью — Дейзи (названной в честь Изабеллы Кларк-Макдональд).

После возвращения старшего Макдональда на пост премьер-министра сын вёл в семейной фирме большинство дел, хотя многих клиентов ему обеспечивало политическое влияние отца. В начале 1880-х Хью перебрался в быстро развивавшийся Виннипег. Овдовев, во второй раз он женился в 1883 году на Агнес Гертруд Ванкафнет — дочери заместителя министра внутренних дел и личного друга сэра Джона. Макдональд-сын сделал успешную карьеру как адвокат, в 1891 году был избран в федеральный парламент от Консервативной партии, вторично вернувшись туда уже после смерти отца, а позже был премьером Манитобы. Остаток активной карьеры провёл в качестве судьи.
- Второй раз Макдональд женился 16 февраля 1867 года. Его новая жена, Сьюзен Агнес Бернард (1836—1920), была сестрой Хьюитта Бернарда — его личного секретаря, а позже директора по кадрам генеральной прокуратуры. Между Джоном и Хьюиттом были дружеские отношения, и возможно, что Макдональд пытался ухаживать за Агнес и раньше[249][Комм 29]. Хотя этот брак был заключён по расчёту, Агнес позже действительно полюбила мужа, восхищаясь его политическими талантами и лёгким нравом[99]. Р. Гвин убеждён, что, хотя Макдональд платил ей уважением и супружеской верностью, чувственной любви с его стороны не было[251]. П. Финикс, напротив, считает, что как минимум в первые месяцы брака отношения были по-настоящему романтическими[252].

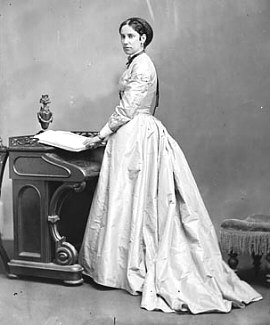
Сьюзен Агнес Макдональд (1868)

Новая леди Макдональд была глубоко набожной женщиной. Она не посещала балы и театральные представления, а дома под запретом оказались любые карточные игры, за исключением пасьянса, который помогал Джону расслабиться после тяжёлого рабочего дня. Под влиянием жены Макдональд начал регулярно появляться на воскресных службах в церкви. Пытаясь отучить его от пристрастия к спиртному, Агнес сама полностью отказалась даже от вина, встречала его после поздних заседаний и сопровождала в ходе предвыборных кампаний. Один из первых биографов Макдональда писал, что без Агнес тот не протянул бы и десяти лет после провозглашения независимости Канады.
С возвращением Макдональда на пост премьер-министра в 1878 году Агнес начала диктовать свои строгие правила морали оттавскому высшему свету. Министра юстиции, пресвитерианина Джона Томпсона, она называла «извращенцем» за его брак с католичкой. По её настоянию оказался в опале министр финансов Джордж Фостер, женившийся на разведённой женщине, — только после смерти Макдональда он смог вернуться в большую политику. Оставшись вдовой, Агнес была возведена в достоинство пэра Соединённого королевства как баронесса Макдональд из Эрнсклиффа. Её письма через несколько лет после смерти мужа показывают, что она продолжала скорбеть по нему. Перебравшись в 1893 году в Англию, она умерла в Истборне в возрасте 84 лет.
- Младшая дочь Макдональда, Мэри, родилась в феврале 1869 года. Роды были тяжёлыми, а спустя три месяца у девочки диагностировали гидроцефалию (современный нейрохирург Д. Дрейк, опираясь на известные фотографии Мэри, полагает, что она также страдала от детского церебрального паралича в мягкой форме). Джону и Ангес сообщили что Мэри до конца жизни не сможет ходить, самостоятельно одеваться и есть, но они отказались отдавать дочь в специальное заведение, и она росла в кругу семьи. Повзрослев, Мэри освоила пишущую машинку и сама печатала письма. Современные ей средства медицины не могли улучшить её состояния, но она всегда была окружена любовью близких. Отец всячески баловал Мэри, которая выросла доброй и терпеливой. В 1874 году Хью Джон настоял, чтобы отец в завещании оставил почти всё своё имущество сестре. Переехав с матерью в Лондон, она прожила там до смерти Агнес, а затем купила дом в приморском городке Хове, где скончалась в 1933 году.

## Личность

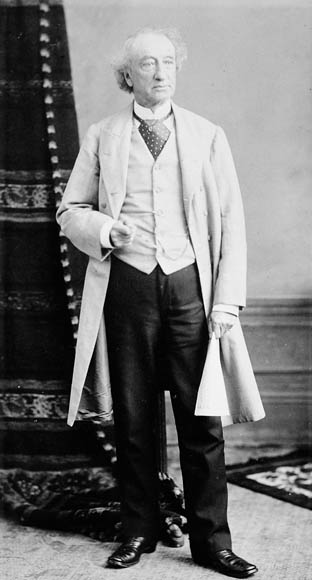
Макдональд во второй половине 1880-х годов

Джон А. Макдональд был высоким мужчиной — даже к 75 годам его рост составлял 180 сантиметров. Внешне Макдональд был некрасив. У него был широкий полный рот со складками в углах, длинный подбородок, крупный нос, на конце расширяющийся лопаточкой, кустистые брови над пронзительно-голубыми глазами и буйная кучерявая чёрная шевелюра, с годами отступавшая к затылку. В детстве его дразнили «Уродливый Джон», а младшая сестра Луиза позже называла его самым уродливым человеком в Канаде. В то же время депутат-либерал Шарль Ланжелье описывал его «живые глаза» и «очаровательную улыбку». У сэра Джона была своеобразная походка — коллега по парламенту сравнивал его мелкие шажки с птичьими; сходство с птицей усугубляли быстрые оценивающие взгляды и специфичный наклон головы.
В первые годы в парламенте Макдональд выделялся среди других депутатов щеголеватой яркой одеждой, включавшей брюки в крупную клетку и ярко-красные шейные платки (его стиль, по словам одного из первых биографов, подходил скорее актёру) и чисто выбритым лицом — в то время как почти все вокруг носили пышные бакенбарды, усы или бороды. Как внешностью, так и манерой одеваться канадец походил на Бенджамина Дизраэли. Они были настолько похожи, что как минимум однажды их общий знакомый Чарльз-Вентворт Дильк принял Макдональда за Дизраэли. На склоне лет престарелый политик стремился придать себе более моложавый вид, нося светлые костюмы и белый цилиндр.
В начале адвокатской карьеры в общении с людьми Макдональд пытался демонстрировать профессиональную отстранённость и величие, но по совету своего первого работодателя Джорджа Маккензи быстро изменил имидж, с тех пор оставаясь открытым и дружелюбным с людьми любых сословий. Он умело использовал в общении комплименты и мягкую лесть и мог годами обхаживать политического оппонента, постепенно переманивая того в свой лагерь, если считал его достаточно ценным. Лёгкость характера, общительность и уверенное поведение в женском обществе создали Макдональду репутацию дамского угодника. Гвин пишет, что в промежутке между двумя браками он, вполне вероятно, успел побывать в романтических отношениях с пятью разными женщинами.
Голос Макдональда был мягким и немного сипловатым, у него был небольшой шотландский акцент. На протяжении политической карьеры сэр Джон больше тяготел к свободному формату дебатов, чем к произнесению речей с трибуны. Как правило, он не проявлял себя как выдающийся оратор. Его речи в парламенте были деловыми и относительно короткими, обычно продолжаясь не более получаса, в то время как другие депутаты могли выступать по два-три часа. В своих выступлениях Макдональд был тактичнее большинства коллег, поскольку, по словам дипломата и сенатора Эктора Фабра, «слишком далеко продвинулся в своём знании человеческой природы, чтобы быть жестоким». При этом он редко готовил речи заранее, полагаясь на импровизацию и умение «прочитать» реакцию публики, и произносил их в разговорной манере, как будто обращаясь к каждому из присутствующих лично. Это делало их более убедительными, но негромкий голос и невыразительная интонация часто приводили к тому, что какие-то слова оставались нерасслышанными. Как правило, Макдональда отличала, по выражению Ланжелье, «элегантная невозмутимость», хотя и ему случалось выходить из себя (при этом, вспыхивая гневом, он мало на кого сердился подолгу).
Преимуществами Макдональда как оратора и полемиста были неизменное чувство юмора, благодаря которому он мог заставить оппонентов смеяться над самими собой, и исключительная память. Он был способен процитировать документ, прочитанный много лет назад, или напомнить оппоненту его же слова, произнесённые давным-давно. Гвин сообщает, что долгое время Макдональд сам писал все речи и деловую корреспонденцию и только в 1864 году обзавёлся постоянным секретарём-стенографистом.
Гвин подчёркивает, что вне политической сферы ум и эрудиция Макдональда и его знание человеческой природы не использовались им в достаточной мере. Его партнёр по адвокатской фирме Александр Кэмпбелл позже утверждал, что Макдональд так и не стал хорошим адвокатом, хотя всегда был опасным соперником в суде. Бизнесмен Айзек Бьюкенен, соратник по консервативной партии, писал, что в финансовых делах сэр Джон оставался «сущим ребёнком». Его деловые предприятия, хотя и не столь провальные, как у отца, редко приносили солидные прибыли. Однако даже без учёта прибылей бизнес был полезен Макдональду, с молодости обеспечив ему широкий круг знакомств в деловых и политических кругах Канады.
Способности Макдональда как администратора историки оценивают по-разному. Он принял ряд провальных административных решений, включая в первую очередь разрушенные отношения с канадскими метисами, поэтому долго бытовало мнение, что первый канадский премьер был бездарным администратором. Только в 1980-е годы исследователи начали отмечать трудолюбие Макдональда, его внимание к деталям, образцовую организацию бюрократической машины (благодаря которой его деловая переписка и ведомственные архивы сохранились в беспрецедентно полном объёме), способность прислушиваться к мнению подчинённых и искреннее желание успеха дела.

### Система взглядов
Когда семья Макдональдов прибыла из Шотландии в Верхнюю Канаду в 1820 году, эти малонаселённые территории были почти избавлены от жёсткого социального расслоения. Более 80 % населения составляли сельские жители, немногочисленные дворяне образовывали подобие семейного клана, управлявшего колонией от лица генерал-губернатора и известного как «Семейный пакт» (англ. Family Compact). Отсутствие развитой иерархии одновременно облегчило карьерный рост Джона А. Макдональда (как и многих других канадских политиков) и обеспечило отсутствие у него сословных предрассудков.
На взгляды Макдональда оказала влияние и его принадлежность к шотландской общине. Её члены обычно не верили в совершенствование человеческой натуры или в политическую демократию, но ценили преимущества технического и социального прогресса и не считались с классовыми предрассудками. Для Макдональда были характерны и другие черты типичного образованного шотландца XIX века — граничащая со скупостью бережливость, верность клану и любовь к выпивке. Последнее, впрочем, было характерно и для Канады в целом в дни его молодости: согласно Гвину, в это время каждый житель британских колоний в Северной Америке в среднем потреблял 4 галлона (порядка 18 литров) спиртного в год. Лишь позже, с укреплением в Канаде викторианской морали, политики стали скрывать склонность к выпивке, и Макдональд остался одним из немногих, кто её не стеснялся. В равной степени его не смущал и протекционизм, в рамках которого он предоставлял государственные должности, пенсии и контракты соратникам по партии, друзьям, потенциальным сторонникам и просто «нужным людям» (стараясь в то же время продвигать людей со способностями). Это явление в его времена уже вытеснялось из политики в Европе, но в Америке ещё процветало, и Макдональд довёл его до небывалого для Канады размаха.
Начитанность и отличная память позволяли Макдональду свободно ориентироваться в наследии политических мыслителей и философов, и в своих выступлениях он часто их цитировал. При всей широте теоретических познаний он, однако, оставался убеждённым практиком. Сочетание приверженности традициям, уважения к конституционным свободам и готовности к поэтапным социальным реформам, как пишет Род Прис, по сути превращало Макдональда в последователя идей Эдмунда Берка, основателя британского консерватизма. Не веря, что социальные реформы способны улучшить человеческую натуру, он предпочитал высоким идеям о прогрессе общества практическое улучшение условий жизни избирателей. Гвин отмечает, однако, что схожих взглядов в то время придерживалось большинство политиков, включая членов так называемого реформистского движения в Верхней Канаде; исключением из общего правила была лишь либеральная Красная партия Нижней Канады, а популистское движение «чистых реформистов» начало формироваться не ранее 1850 года. После обретения Канадой независимости её правительства, в том числе либеральные, продолжали вкладывать деньги налогоплательщиков в стройки и разработку новых земель, но не в институты социальной поддержки. Социальное законодательство в стране начало набирать силу только в 1920-е годы.
Ещё одним проявлением социального консерватизма Макдональда было его категорическое неприятие «обескровливающих нацию» абортов, которые он считал худшим преступлением, чем изнасилование. Консерватизм сэра Джона не имел религиозных корней: к вопросам веры он относился достаточно спокойно, посещая церкви разных конфессий ради общения с избирателями, смирился с браком сына с католичкой и сам сменил веру с пресвитерианской на англиканскую, чтобы присутствовать на отпевании матери Агнес в 1875 году. При этом по крайней мере зачаточной религиозностью он обладал, в частности, сопровождая планы на будущее в своих письмах оговоркой «D. V.» (лат. Deo volente — «с божьей помощью»).
Гордясь отсутствием в Канаде сословных барьеров и потомственной аристократии (в отличие от «аристократии достоинств и талантов»), Макдональд тем не менее оставался противником всеобщего избирательного права. Для него отменить имущественный ценз означало бы доверить управление страной людям, которые не заинтересованы материально в её процветании. «Равенство» в его лексиконе означало лишь равенство перед законом, а «свобода» — права́, закреплённые конституцией за всеми гражданами.
Вплоть до 1864 года Макдональд полагал, что Британская Северная Америка должна объединиться в унитарное государство, а не в федерацию. Эта позиция была обусловлена в том числе опытом США, в которых политические свободы отдельных штатов в итоге обернулись гражданской войной. В дальнейшем в вопросе полномочий федерального центра и провинциальных властей он оставался последовательным сторонником центра, делая оговорку лишь для отдельной правовой системы Квебека. Однако он позаботился о том, чтобы федеральные власти могли отменять решения провинциальных правительств только в случаях, когда те явно выходят за рамки своей юрисдикции или наносят очевидный вред национальным интересам. В партийной деятельности Макдональд тоже неохотно делегировал полномочия, постоянно держа все рычаги управления партией в своих руках и даже лично организуя предвыборные кампании других кандидатов-консерваторов. Когда в 1889 году Чарльз Таппер отбыл в Лондон в качестве верховного комиссара Канады в метрополии, Макдональд решил, что не готов доверить пост министра железных дорог и каналов никому из коллег по партии, и в 74 года сам возглавил министерство в дополнение к обязанностям премьер-министра.
В целом приветствуя частную инициативу, сэр Джон неоднократно предпринимал шаги по обеспечению общественного контроля над нею. Так, принятый в его бытность премьер-министром Закон о банках 1871 года заложил основы системы, делавшей их банкротство намного менее вероятным. Премьер-министр также был озабочен хищнической вырубкой лесов и призывал провинциальные правительства перенять опыт Норвегии и Германии по регулированию этого процесса. В 1885 году именно его правительство учредило первую в Канаде охраняемую природную зону — национальный парк Банф, где планировалось создать бальнеологические лечебницы.

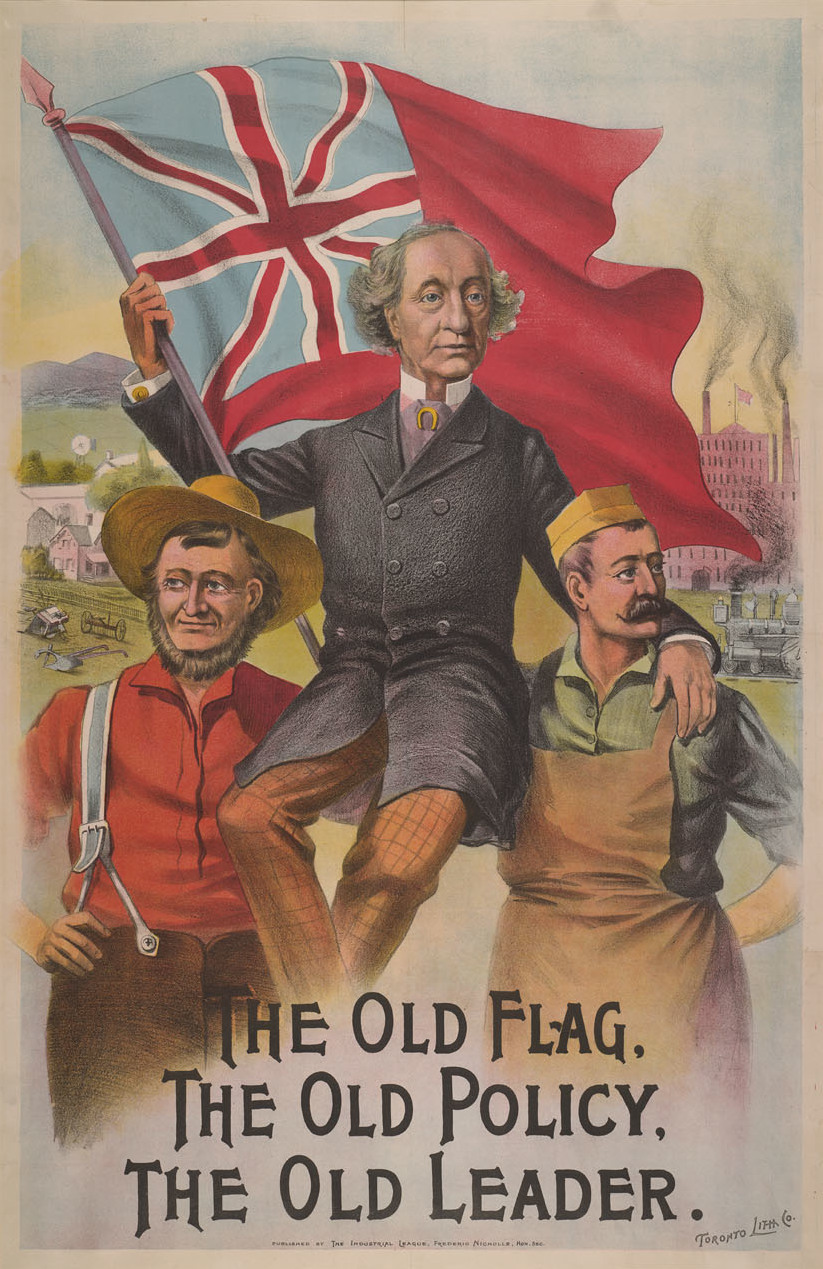
«Старый флаг, старая политика, старый лидер» — предвыборный плакат Макдональда в 1891 году

Несмотря на шотландское происхождение, сэр Джон был убеждённым англофилом и личным почитателем королевы Виктории, которую, возможно, первым назвал «королевой Канады». Он, однако, не ставил личные чувства к «матери-родине» выше политических интересов Канады. При нём канадские солдаты не призывались в британские колониальные войска, а протекционистские тарифы ударяли не только по американским, но и по британским импортёрам. На словах Макдональд постоянно подчёркивал, что Канада — часть империи, и озвучивал проекты структуры «основного» и «вспомогательных» королевств, напоминающей будущее Британское содружество, однако ничего не предпринимал для их реализации. В годы его второго премьерства канадский парламент даже позволял себе выступать с критикой действий метрополии в Ирландии и рекомендациями о предоставлении ирландцам самоуправления.
Англофильство в системе взглядов Макдональда сопровождалось равнодушно-неприязненным отношением к США. Внутренняя американская политика его не интересовала, но он разделял распространённое в колониях убеждение в моральном и практическом превосходстве британских общественных институтов над американскими и категорически не хотел политического объединения Канады и США.
Представление Макдональда о превосходстве британской культуры над любой другой, включая культуру коренных народов Канады, диктовало и его взгляды на «индейский вопрос». Сэр Джон, как и большинство современных ему политиков, поддерживал идею, что индейцев необходимо «цивилизовать», но при этом верил, что следует защищать их земли от посягательств белых колонистов. В бытность генеральным прокурором он неоднократно аннулировал сделки о покупке поселенцами земель в резервациях, даже если индейцы соглашались их продать. В целях мирной ассимиляции индейцев его правительство в 1879 году учредило систему управляемых священнослужителями школ-интернатов для детей коренных народов. Макдональд лично помогал тем индейцам, которые выбрали путь приобщения к европейской культуре — некоторые из них стали его друзьями.
В 1885 году Макдональд провёл через парламент закон о порядке предоставления коренным жителям Канады полных избирательных прав, через семь лет после его смерти отменённый либеральным кабинетом Вильфрида Лорье. Правительству Канады удалось избежать полномасштабных индейских войн, подобных тем, которые шли к югу от границы, а после переселения индейцев прерий в резервации сэр Джон, также в отличие от США, не допускал их дальнейшего вытеснения белыми поселенцами и с этих земель. Впрочем, поддерживая идею «окультуривания», он сомневался в её быстром осуществлении и в одной из речей цитировал индейца, якобы сказавшего ему: «Нельзя научить лису жить, как бобр, и нельзя заставить индейца жить и работать, как белый». Дж. Дащук подчёркивает, что премьер-министр совершенно по-разному относился к индейцам Онтарио, к тому моменту во многом ассимилированным и «окультуренным», и «диким кочевникам Запада».
Гвин пишет, что Макдональд отстаивал также права чернокожих канадцев. При этом он не был лишён расовых и культурных предубеждений и последовательно разделял «своих» и «чужих». В его случае это было различие между теми иммигрантами, кто, как он считал, мог ассимилироваться (выходцы из Европы, включая евреев), и теми, кто не мог (в первую очередь выходцы из Восточной Азии). Кроме того, он не хотел включения в состав Канады целых территорий, заселённых неграми — в результате остались нереализованными идеи о вступлении в Конфедерацию Ямайки и Барбадоса.
По словам Макдональда, занятия политикой требовали «полного отказа от предубеждений и личных чувств»; политик не должен иметь права на обиды. Одной из самых уважаемых черт характера в человеке для него было терпение. Сам он легко заводил союзников среди людей со взглядами, отличными от его собственных. Гед Мартин связывает этот постоянный поиск компромисса с ранним влиянием Джорджа Маккензи и травматичными событиями подавленного восстания 1837 года, которые много позже Макдональд называл «днями унижения». Сам будучи консерватором, он, однако, с презрением относился к «тори Семейного пакта» — по его словам, у них было «мало способностей, никаких политических принципов и никакой массовой поддержки». С 1854 года Макдональд отстаивал идею широкой центристской коалиции, включающей как выходцев из разных регионов Великобритании, так и франкоканадцев, как «прогрессивных консерваторов», так и умеренных либералов. После получения Канадой независимости сэр Джон старался обеспечить представительство в своих кабинетах всех провинций и основных этнических группировок.
Ближе к концу жизни осторожность и стремление избежать конфликтов выразились в том, что сэр Джон стал подолгу откладывать принятие важных и спорных решений, заработав прозвище «Старина Завтра» (англ. Old Tomorrow). Последовательная готовность к политическому компромиссу создала ему в историографии имидж циничного манипулятора, которого власть интересовала сама по себе, а не как средство реализации политических принципов. Ричард Гвин, однако, показывает, что Макдональд отстаивал собственные воззрения на общественное устройство даже в явном меньшинстве. Как пример он приводит опередивший своё время законопроект о предоставлении избирательных прав женщинам, который не поддержали даже соратники премьера по партии.

## Признание заслуг и память

### Награды и звания
За свои заслуги перед Британской империей Джон А. Макдональд был удостоен следующих наград и званий:
- Орден Бани[11]: 
  - Рыцарь-командор гражданского дивизиона (29 июня 1867 года)[327].
  - Рыцарь Большого креста гражданского дивизиона (21 ноября 1884 года)[328].
- Введение в состав Тайного совета королевы (14 августа 1879 года)[329]. Сэр Джон первым из постоянных жителей колоний стал членом Тайного совета[177][Комм 38].

Макдональду были присвоены почётные степени доктора права Университета Куинс в Кингстоне (1863 год), Оксфордского университета (1865 год), Торонтского университета (1889 год). Докторская степень Университета Куинс была первой почётной степенью, присвоенной этим университетом, к основанию которого приложил руку и сам Макдональд; он также был первым канадцем, ставшим почётным доктором в Оксфорде.

### Увековечение памяти

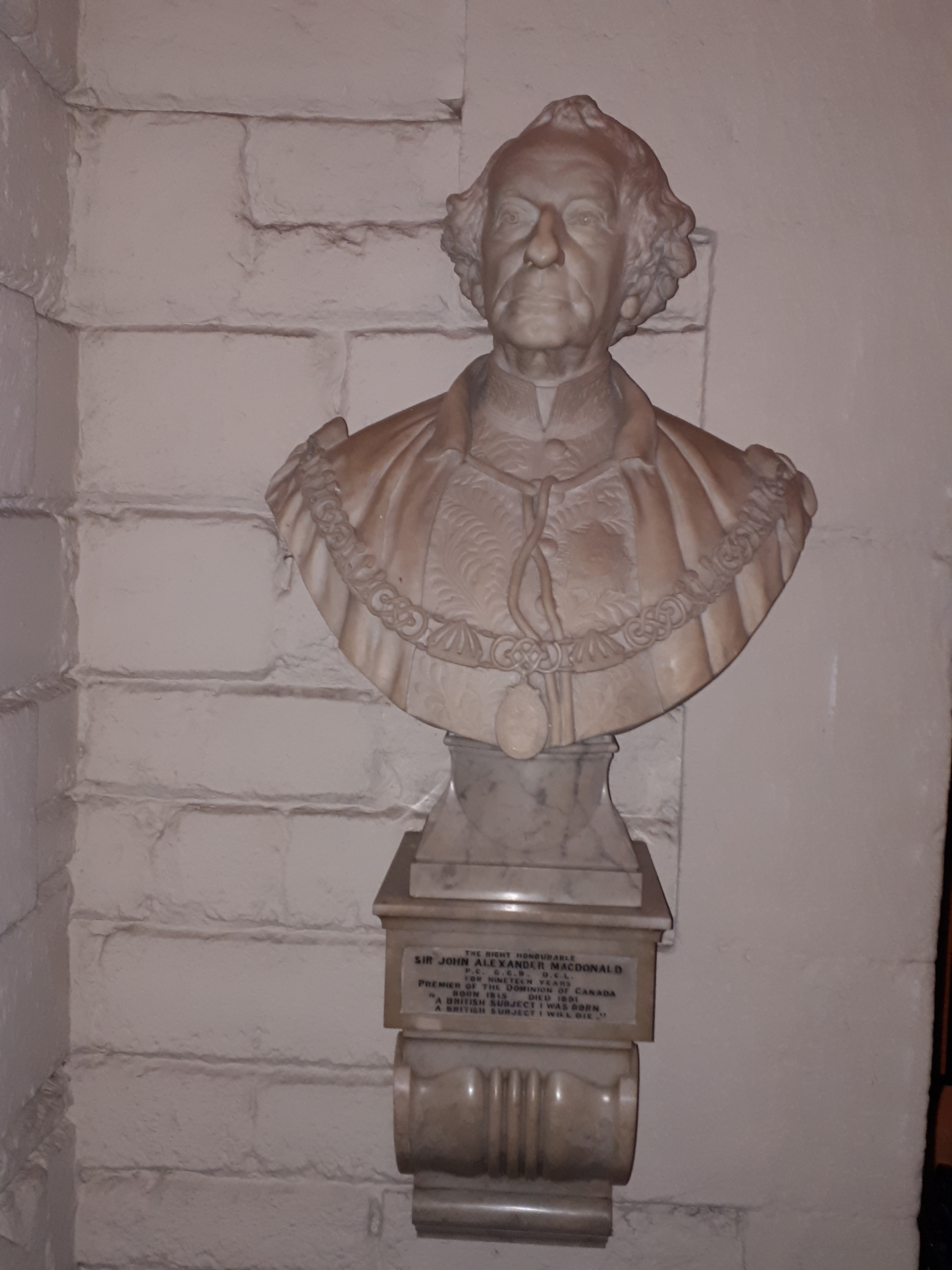
Бюст Макдональда в соборе Святого Павла

Уже в ноябре 1892 года, через полтора года после смерти Макдональда, в соборе Святого Павла в Лондоне был установлен его мраморный бюст. В самой Канаде первый памятник ему был воздвигнут в 1893 году в центре Гамильтона (Онтарио) на общественные пожертвования. К октябрю 1895 года к нему добавились ещё три монумента в Торонто, Монреале и Кингстоне, тоже установленные на собранные пожертвования. В отличие от них, на памятник, воздвигнутый в июле 1895 года в Оттаве, правящая партия выделила 10 тысяч долларов из государственной казны, несмотря на возражения либеральной оппозиции. Либералы требовали, чтобы и этот монумент возводился на частные пожертвования или чтобы аналогичная сумма была выделена на памятник недавно умершему Александру Маккензи.
Впоследствии памятники первому премьер-министру появились ещё в ряде городов Канады — в общей сложности в 11 местах. Они неоднократно становились жертвами политической ситуации в стране — так, статую в Монреале пытались взорвать, позже отпилили ей голову, а в августе 2020 года в ходе демонстрации в Монреале сбросили с пьедестала, снова отбив голову. От вандализма страдали и памятник в Кингстоне, который муниципальные власти в итоге решили перенести из центра города на кладбище Катараки, и статуя в Гамильтоне, опрокинутая в августе 2021 года. В 2018 году, на фоне общественной дискуссии о роли Макдональда в истории дискриминации коренных народов, был демонтирован памятник перед зданием парламента Британской Колумбии в Виктории, а в следующие несколько лет решения о демонтаже памятников бывшему премьер-министру были приняты в Пиктоне, Реджайне и Шарлоттауне.

Первые памятники Джону А. Макдональду в Канаде
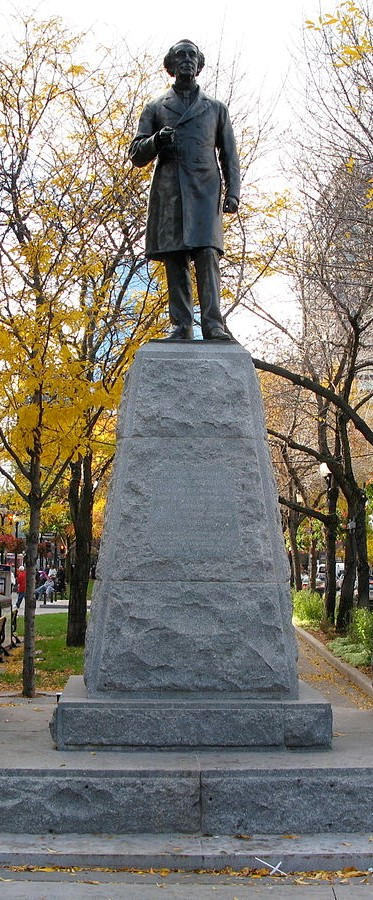
Гамильтон (1893)
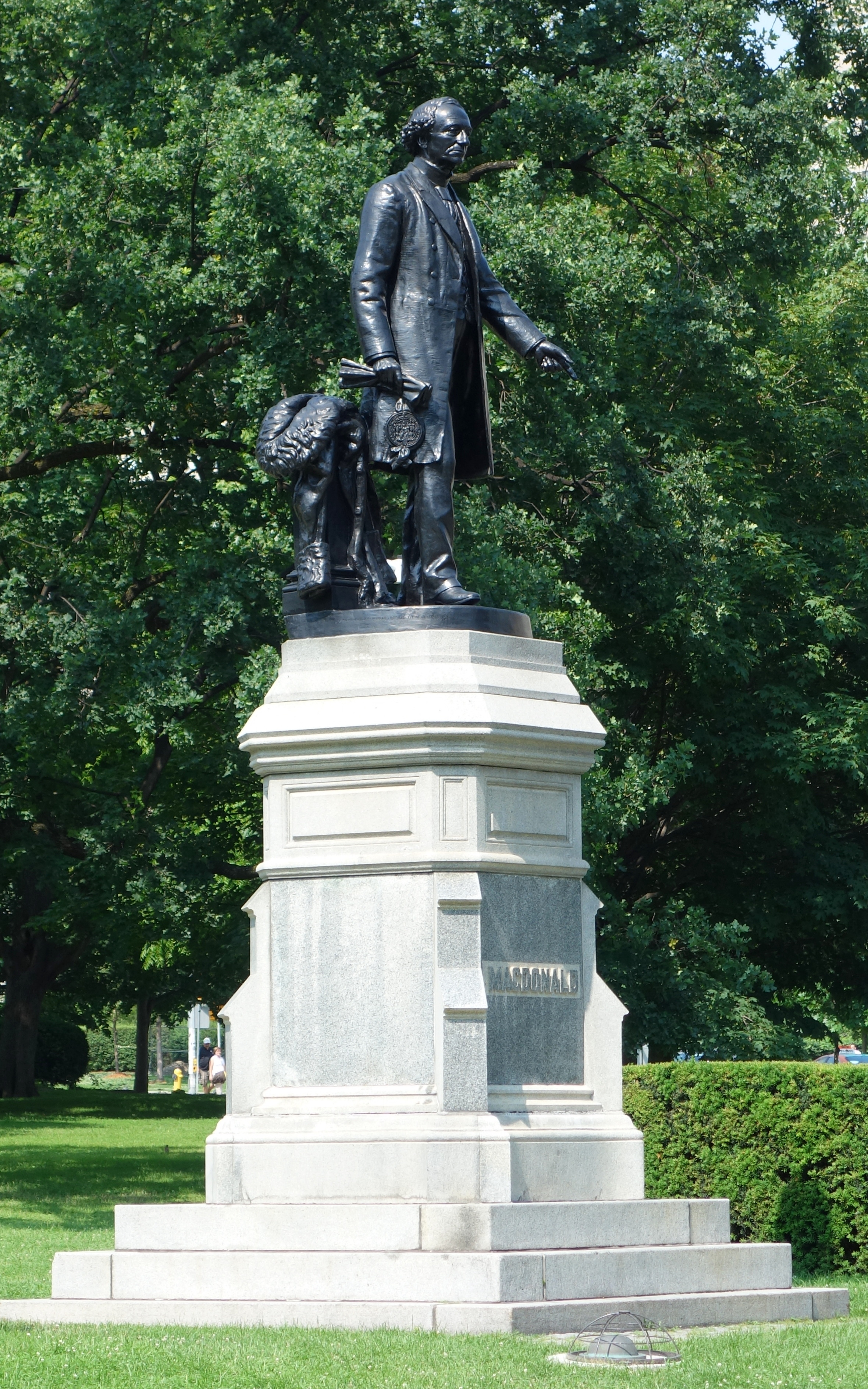
Торонто (1894)
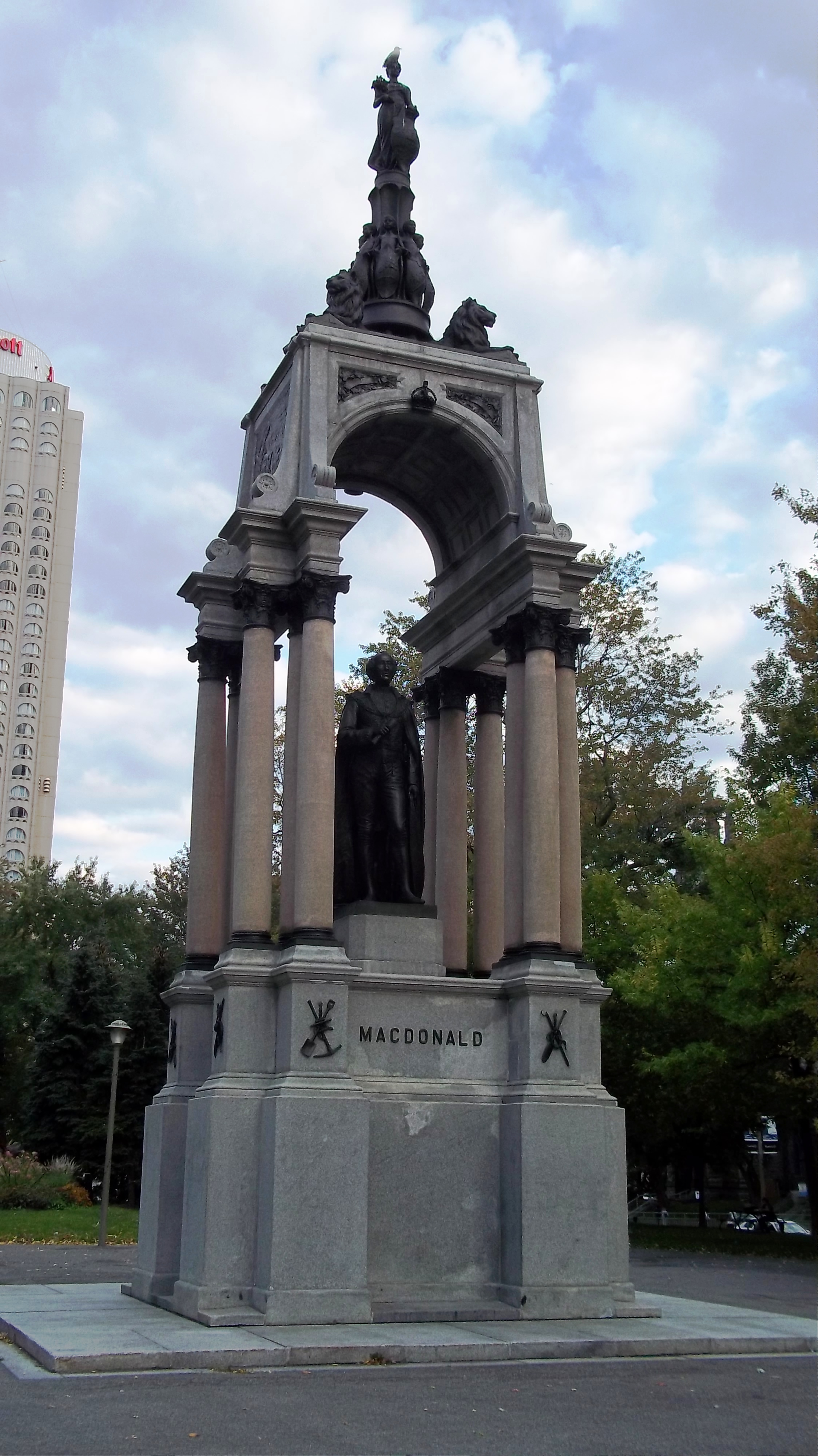
Монреаль (1895)
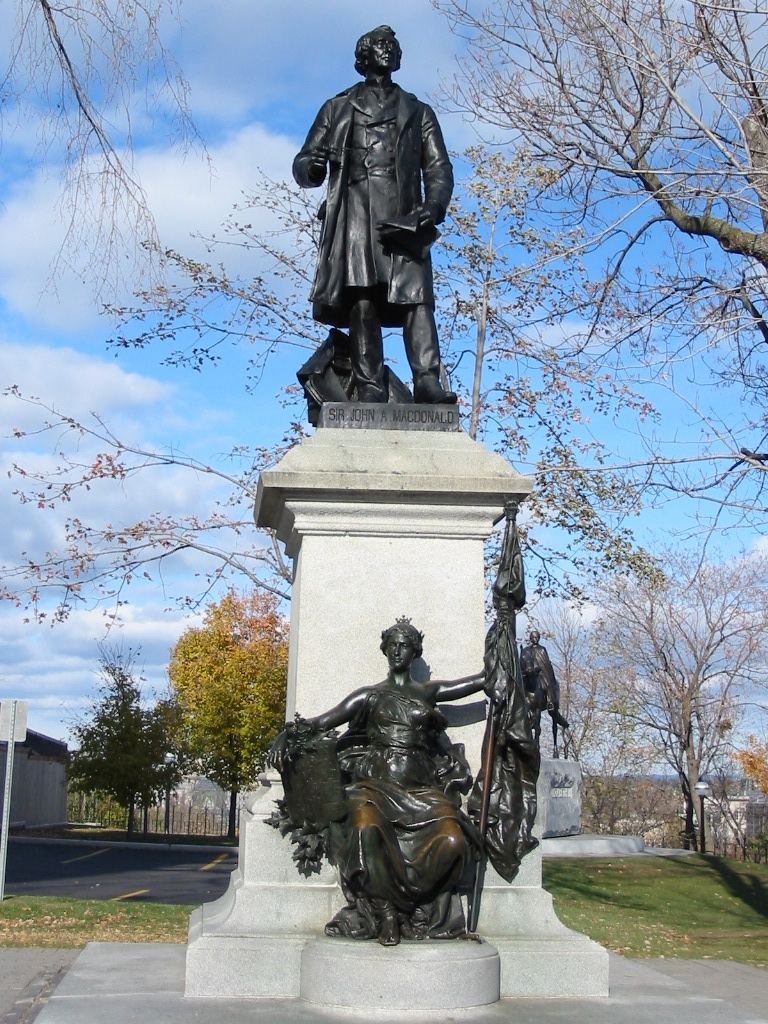
Оттава (1895)
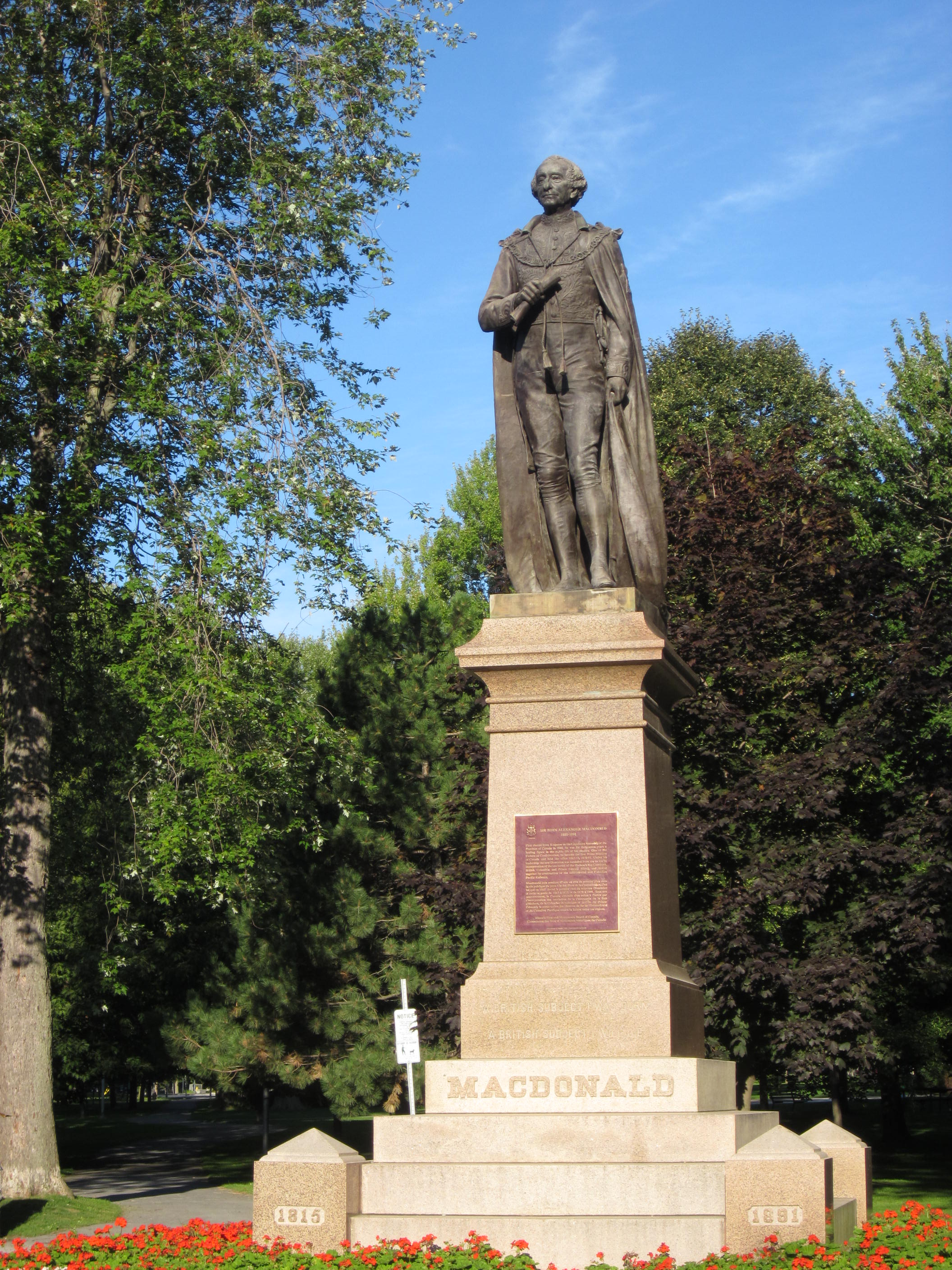
Кингстон (1895)

Джон А. Макдональд изображён в центре самого известного исторического живописного полотна Канады — «Отцы Конфедерации» (англ. The Fathers of Confederation) Роберта Харриса. Картина, написанная в 1884 году, погибла в пожаре 1916 года и была восстановлена в 1964 году по оригинальным эскизам.
В честь первого премьер-министра Канады назван посёлок Макдональд в Манитобе. Международный аэропорт Оттавы носит два имени — Макдональда и Жоржа-Этьенна Картье. Двойное имя Макдональда и Картье получило также шоссе на юге Онтарио. Помимо этого, в честь Макдональда названы улицы в Кингстоне, Саскатуне и Оттаве. Его имя было присвоено как минимум 13 государственным школам, в основном в провинции Онтарио. В 2017 году профсоюз учителей начальных школ Онтарио выступил с инициативой по переименованию этих школ; согласно её авторам, Макдональд сыграл «ключевую роль в развитии систем, осуществлявших последовательный геноцид коренных народов». В политических кругах, однако, инициативу не поддержали — в частности, против переименования выступила премьер-министр Онтарио от Либеральной партии Кейтлин Винн.

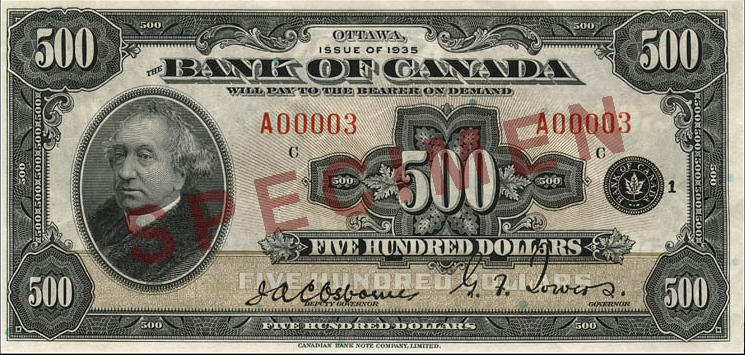
Макдональд на купюре в 500 долларов 1935 года

В 1935 году была выпущена единственная в истории Канады серия банкнот достоинством в 500 долларов. На ней была размещена гравюра, изображающая первого премьера. С 1971 года выпускалась купюра достоинством 10 долларов с портретом Макдональда. Хотя дизайн банкноты несколько раз менялся, портрет первого премьер-министра оставался его неотъемлемой частью. На банкнотах этого же достоинства специальной серии, вышедшей в 2017 году, были сразу четыре портрета — рядом с Макдональдом изображены Картье, первая женщина в Палате общин Канады Агнес Макфейл и первый сенатор-абориген Джеймс Гладстон. После того, как с 2018 года на десятидолларовой банкноте начали размещать изображение правозащитницы Виолы Десмонд, планируется перенос портрета Макдональда на купюру более высокого достоинства.
В 2015 году, в год 200-летия Макдональда, в его честь были выпущены несколько памятных монет и почтовая марка. Почта Канады также выпускала марки достоинством 1 цент с портретом первого премьер-министра в 1927 году (к 60-летию Конфедерации) и в 1973 году. Парный портрет Макдональда и Вильфрида Лорье размещён на 12-центовой марке 1927 года, а в группе основателей Конфедерации он изображён на почтовых марках 1917 и 1927 годов (достоинством соответственно 3 и 2 цента).

### Биографические исследования и оценки в литературе
В годы расцвета политической карьеры Макдональда были опубликованы посвящённая ему биографическая статья в «Портретах британских американцев» Феннингса Тейлора и сравнительная биография «Лорд Биконсфилд и сэр Джон Макдональд. Параллели» франкоканадского автора Жозефа Тассе. Ещё одна прижизненная книга, «Жизнь и времена достопочтенного сэра Джона А. Макдональда», вышла в 1883 году. Её автор Джозеф Эдмунд Коллинз был сотрудником газеты The Globe, выражавшей взгляды политических противников Макдональда, но героя книги изобразил весьма благожелательно. В течение первого года после смерти Макдональда вышли три его биографии на английском языке, включая дополненное переиздание книги Коллинза, и одна на французском. Бывший личный секретарь Макдональда Джозеф Поуп в 1894 году выпустил мемуары о нём, а в 1921 году — сборник его писем (эта книга представляет большую ценность и веком позже). Большинство биографий конца XIX и начала XX веков написаны друзьями, родственниками или соратниками покойного премьер-министра и избегают острых тем, мало внимания уделяя таким важным периодам в его политической жизни, как 1854—1864 и 1873—1878 годы, и его политическим взглядам.
В первом десятилетии XX века биографию Макдональда издал консервативный автор Дж. Р. Паркин. В 1927 году в буклете, выпущенном правительством Канады к 60-летию страны, Макдональд рассматривался как первый и наиболее влиятельный из так называемых Отцов Конфедерации. В целом, однако, канадские историки уделяли фигуре первого премьер-министра достаточно мало внимания. Наконец, в 1950-е годы Дональд Крейтон издал фундаментальную двухтомную биографию Макдональда, второй том которой, по свидетельству историка Роя Макскимминга, обошёл в списке бестселлеров в Канаде романы Стейнбека. Крейтон, будучи талантливым стилистом, создал биографию, не бывшую документальной во всех отношениях — политолог Д. Райт указывает, что автор «сочинял диалоги, придумывал детали и вкладывал мысли в голову Макдональду», а его политических противников всячески принижал и демонизировал. Кроме того, сам Крейтон был консервативнее своего героя, и его работа не уделяла должного внимания наиболее передовым инициативам сэра Джона. Эти лакуны в биографии Макдональда заполнил ещё один двухтомник, за авторством Ричарда Гвина, вышедший в начале XXI века. Тома́ вышли в 2007 и 2011 годах и оба номинировались на престижные премии в области документальной литературы. В 2013 году снятый по мотивам первого тома художественный телефильм «Джон А.: Рождение страны» получил Канадскую премию кино за режиссуру, сценарий и исполнение главных мужских ролей.
К 200-летию первого премьер-министра Канады, помимо работы Гвина, были изданы ещё несколько биографических исследований меньшего объёма, сборник речей Макдональда и сборник научных статей различных авторов, посвящённый разным аспектам его наследия — «Макдональд в 200 лет» (англ. Macdonald at 200). Как в этом сборнике, так и в других исследованиях стала чаще звучать критика мер его кабинета в отношении коренного населения Канады, которые некоторые исследователи называют геноцидом. В 2018 году Канадская историческая ассоциация решила исключить имя Макдональда из названия своей ежегодной литературной премии.

### Художественная литература и кинематограф
Макдональд выведен как центральный персонаж нескольких произведений художественной литературы. Так, в XXI веке ему были посвящены романы Роя Макскимминга («Макдональд»), Ричарда Ромера («Крестовый поход сэра Джона А. и великолепная глупость Сьюарда»), Родерика Беннса («Легенды озера на горе»).
Фигура Макдональда появляется на экране в ряде художественных и документальных фильмов. В упоминаемой выше ленте «Джон А.: Рождение страны» его роль играет Шон Дойл. Среди других исполнителей роли Макдональда — Роберт Кристи и Уильям Хатт в телесериалах соответственно 1960-х и 1970-х годов и Кристофер Пламмер («Риэль», 1979).

### Комментарии
1. ↑  «Канадский биографический словарь» сообщает, что в колониях дела Хью пошли лучше, принадлежавшая ему камнедробилка в Гленоре (графство Принс-Эдвард) оставалась крупнейшей в округе на протяжении десятка лет, а в 1829 году он был избран мировым судьёй округа Мидленд[11]. В то же время современный биограф Джона А. Макдональда Ричард Гвин пишет, что три лавки, которые открывал Хью сначала в Кингстоне, а потом в деревне Хей-Бей (графство Леннокс) к западу от города, прогорели; прибылей не принесла и камнедробилка, и Хью устроился с помощью родственника клерком в кингстонском Коммерческом банке Мидлендского округа[12].
2. ↑  Для этого Макдональд пошёл на хитрость: законопроект был подан и быстро ратифицирован в самом конце парламентской сессии, когда многие либералы и реформисты разъехались по домам[51].
3. ↑  По словам П. Финикс, Макдональд не собирался возвращаться на Рождество 1857 года из Торонто в Кингстон, но прислушался к тревожному предчувствию и застал Изабеллу умирающей. Он провёл у её постели три последних дня её жизни[55].
4. ↑  В рамках этого проекта в 1866 году был принят Акт о городских учреждениях, предусматривавший создание во всех крупных городах работных домов или приютов для бедняков[11].
5. ↑  Отмечая, что пост ведущего в тандеме премьер-министров после «двойной перетасовки» перешла к Картье, Мартин предполагает, что именно он, а не Макдональд, был автором этой идеи. Однако нечистоплотный манёвр исторически вменяется в вину именно премьеру от Западной Канады[59]
6. ↑  Р. Прис полагает, что сопротивление Макдональда принципу «Rep by Pop» носило более идейный характер и было связано со стремлением сохранить закреплённое в конституции национальное равенство французской и английской частей Канады[61].
7. ↑  Два года спустя Макдональд объяснял это согласие опасениями, что в противном случае на выборах победят либералы и его партия «на следующие десять лет» окажется в оппозиции[73].
8. ↑  Биограф Макдональда Кит Джонсон пишет, что только он из всех участников Квебекской конференции обладал необходимой эрудицией во всех сферах одновременно — юриспруденции, политэкономии, истории и других, — чтобы сформулировать основные положения будущей конституции[77].
9. ↑  Новая Зеландия действительно упразднила провинции в 1876 году[79]
10. ↑  Несколько лидеров фениев в Канаде были арестованы уже после образования доминиона, когда террорист-фений убил Томаса Д’арси Макги[84].
11. ↑  Фактически сферы полномочий центра и провинций остались прежними, и изменения заключались в дополнительных сенаторских местах, увеличении субсидий и усилении роли центра в вопросе школьного образования для меньшинств[94].
12. ↑  Отказу от названия «Королевство Канада» и назначения принца формальным главой нового образования способствовали сообщения из США, где члены Конгресса восприняли такие идеи как провокацию против республики[96].
13. ↑  Ещё ряд «отцов Конфедерации» 1 июля 1867 года были произведены в компаньоны ордена Бани. В их числе, однако, не было Джорджа Брауна, а также Картье и Александра Галта, посчитавших, что такая награда недостаточно отражает их заслуги. Если Картье и Галт отказались от награды сами, то невключение в список Брауна могло объясняться личной неприязнью Макдональда, по чьим рекомендациям составлялся список[101].
14. ↑  Следуя этой же идее, Макдональд старался привлекать в свой кабинет не только консерваторов, но и известных либеральных деятелей, в частности, в 1869 году назначив министром финансов ещё одного своего бывшего противника — Фрэнсиса Хинкса[106]. Перед выборами 1872 года он пообещал добавить в кабинет члена Оранжевого ордена, а по мере образования новых провинций в правительство последовательно добавлялись представители Манитобы, Британской Колумбии и Острова Принца Эдуарда[107].
15. ↑  Среди лидеров США многие были сторонниками аннексии британских колоний. В частности, президент Эндрю Джонсон прямо говорил о необходимости «приобретения и включения прилегающих и островных стран». Сменивший его Улисс Грант с самого начала сообщил своему кабинету министров, что рассматривает присоединение Канады к США как одно из главных политических задач. Госсекретарь Гранта Гамильтон Фиш вёл переговоры с британской стороной о компенсациях за действия построенных на британских верфях каперских судов и вынес из них убеждение, что англичане готовы в качестве компенсации смириться с аннексией Канады Соединёнными Штатами[116]. При этом лидеры метисской общины Земли Руперта, охотно отвечая на подарки и заигрывания с американской стороны, в основном использовали их как рычаг давления на Оттаву, не рассматривая всерьёз присоединение к США, означавшее в том числе отмену католической школьной системы и в конечном итоге потерю этнической самобытности[117].
16. ↑  В Оттаве американскую концессию на лов рыбы в канадских водах, не сопровождавшуюся восстановлением режима свободной торговли, в это время посчитали несомненной дипломатической неудачей[127]. Однако в 1877 году специальная трёхсторонняя комиссия, определявшая  размер оплаты за использование канадских рыбных промыслов, присудила Канаде 5,5 миллионов долларов — сумму настолько значительную, что американцы после этого сами отказались от продления действия договора[128].
17. ↑  В 1880 году Великобритания передала Канаде Арктический архипелаг, расположенный к северу от континентального побережья. За два года до этого Макдональд, ещё будучи в оппозиции, активно выступал в поддержку присоединения архипелага к территории Канады, доказывая, что иначе им завладеют США[133]. Несколько позже возникла перспектива расширения Канады за счёт присоединения таких британских колоний в Карибском бассейне как Ямайка и Барбадос. Она, однако, была встречена Макдональдом без энтузиазма[134].
18. ↑  Более серьёзные проблемы со здоровьем возобновились к концу 1870-х годов, когда Макдональду было далеко за 60. В середине 1879 года он перенёс холеру, в 1880 году с ним случился обморок во время церковной службы, а с начала 1880-х годов в письмах к зятю Джеймсу Уильямсону премьер-министр регулярно упоминал проблемы с печенью[139]. В 1881 году врач даже заподозрил у него рак, но визит к специалисту в Англии этих опасений не подтвердил[140]. Пожилой премьер-министр страдал от частых простуд, преходящих в бронхиты, подагры и язвы желудка[141]
19. ↑  Летом 1873 года, в разгар Тихоокеанского скандала, леди Дафферин пригласила Макдональда стать крёстным отцом её новорождённой дочери Виктории Мэй — при этом крёстной матерью стала сама королева Виктория[151].
20. ↑  Крейтон пишет, что впервые это название было введено в обиход ещё в предвыборной пропаганде 1872 года[164].
21. ↑  Тарифы на импорт ударяли по беднейшим слоям населения, вынужденным приобретать товары по более высокой цене. Правительство, однако, настаивало, что на цены на товары первой необходимости (уголь, хлеб, одежду) тарифы влияли не так сильно и что они были необходимы для сохранения рабочих мест в Канаде[176].
22. ↑  Ранее, в 1870—1871 годах, Макдональды уже снимали этот особняк у предыдущего владельца, Томаса Рейнольдса[185].
23. ↑  Учёный-медик Джеймс Дащук указывает, что важным фактором в исчезновении бизонов стали болезни, которыми они заражались от одомашненного крупного рогатого скота, появившегося в это время в прериях[188]. В Канаде бизоны исчезли раньше, чем в США: в 1879 году американские охотники подожгли прерии к югу от границы, чтобы воспрепятствовать миграции бизоньих стад на север[189].
24. ↑  Отмечается, что Макдональд, также в отличие от соратников по партии, был убеждённым сторонником женского образования. В частности,  по его настоянию в индейские школы-интернаты в середине 1880-х годов начали принимать девочек наравне с мальчиками[196].
25. ↑  Гед Мартин предлагает другое объяснение неуступчивости Макдональда: казнь лидера восстания, по мнению историка, позволила правительству сохранить лицо и максимально смягчить наказание остальным его участникам, не боясь показаться слабым[204].
26. ↑  В частности, правительство Онтарио одержало верх в вопросах выдачи лицензий на продажу алкоголя и прав на общественное использование построенных частным образом ирригационных сооружений[209].
27. ↑  Даже эта мера многим соотечественникам премьера казалась в то время недостаточной по сравнению с полным запретом на иммиграцию из Китая, введённым за три года до этого в США. Поэтому в 1903 году правительство Вильфрида Лорье увеличило налог на въезд уже до 500 долларов[24], а в 1923 году был введён полный запрет на въезд в Канаду китайцев[214].
28. ↑  Мартин указывает, что наличие личных сбережений у премьер-министра, постоянно остро нуждавшегося в деньгах, было удивительным, но не существует никаких доказательств, что эти деньги были им каким-то образом присвоены[232].
29. ↑  Финикс считает, что Макдональд увлёкся Агнес в первую же их встречу в Торонто в 1856 году и даже само назначение Хьюитта Бернарда секретарём было продиктовано желанием приблизиться к её семье. На основе некоторых свидетельств она делает вывод, что Джон сватался к Агнес уже в 1860 году, но получил отказ[250].
30. ↑  В статье, посвящённой кадровой политике Макдональда, Патрис Дютиль, однако, указывает, что с самого начала его министерской работы значительная её часть ложилась на личных секретарей, и он высоко ценил их рабочие качества[56].
31. ↑  Современные биографы отмечают, что Макдональд мог месяцами не употреблять спиртного, а потом срываться в запой. По-видимому, причиной срывов становилось не разочарование от неудач, а стресс и усталость в целом, в том числе в дни успехов[285][286].
32. ↑  Законопроект 1885 года, предполагавший предоставление избирательного права только состоятельным незамужним и вдовым женщинам, некоторые биографы рассматривают именно в ракурсе социального консерватизма Макдональда. Премьер-министр, в частности, указывал на нелепость ситуации, в которой правом голоса обладали мужчины-слуги богатых женщин, но не сами эти женщины[298].
33. ↑  За все годы пребывания Макдональда у власти федеральное правительство отменило 4 решения законодателей Квебека, 7 — Онтарио, 13 — Британской Колумбии и 18 — Манитобы[302].
34. ↑  Среди прочего, Макдональд не верил, что американская «безудержная демократия» способна защитить права и интересы меньшинств от диктата большинства, и рассматривал широчайшие полномочия президентов США как форму диктатуры в противоположность власти закона в Великобритании[309].
35. ↑  С 1920 года обучение в этих школах стало всеобщим и принудительным, они полностью скомпрометировали себя как места издевательств над детьми и к концу XX века были постепенно ликвидированы[313]. Тем не менее историк Десмонд Мортон отмечает, что вначале их учреждение пользовалось поддержкой абсолютного большинства канадцев-христиан, а будущие злоупотребления их персонала было невозможно предсказать[314].
36. ↑  Американская и британская пресса в мае 1885 года, всего за несколько дней до полного поражения восстания на Северо-Западных территориях, предсказывала, что Канаду ждут многолетние кровопролитные войны с индейскими племенами[316].
37. ↑  Канадский учёный Тимоти Стэнли указывает, что в отношении китайцев Макдональд озвучивал взгляды, казавшиеся расистскими даже многим из современных ему политиков. В частности, выступая за лишение китайских иммигрантов избирательных прав, он подчёркивал возможность, что в противном случае массовый въезд в Британскую Колумбию зажиточных китайцев может поставить провинцию под политический контроль носителей чуждой культуры[320].
38. ↑  Крейтон пишет, что решение о включении Макдональда в Тайный совет было принято ещё в 1871 году, но официально оно могло вступить в силу лишь при личном представлении нового члена совету. Поэтому введение в должность откладывалось сначала из-за выборов в Канаде, а затем из-за Тихоокеанского скандала — британские политики не хотели, чтобы создалось впечатление, что они поддерживают коррупцию в колониях[330].
39. ↑  Гед Мартин пишет, что недостаток внимания к конкретным историческим фигурам (по сравнению с США, Великобританией или Ирландией) характерен в целом для канадской исторической науки, и биографии других канадских деятелей освещены ещё слабее[356].